# Исчезнувшие населённые пункты Ивановской области
Исчезнувшие населённые пункты Ивановской области — перечень прекративших существование населённых пунктов на территории современной Ивановской области.
В силу разных причин они были покинуты жителями, или включены в состав других населённых пунктов.

## История
Список населенных пунктов, прекративших существование в 1955—1999 гг., содержит 1941 населённый пункт. Помимо обозначенных в документе временных сроков, добавляются упразднённые после 1999 года.
Часть населённых пунктов восстановлены или решение об их упразднение не вступило в силу (отменено).

## Перечень
В перечне приводится нормализованное название, адм.-терр. принадлежность (с/с = сельсовет, с/а = сельской администрации), номер решения Ивановского облисполкома или Закона Ивановской области (при этом упущено Решение, Закон в названии).

### Верхнеландеховский район
- Алёшинская, Кромский с/с, № 21/16 от 12.12.1977
- Берёзовка, Симаковский с/с, № 25/17 от 16.12.1975
- Болники, Засекинский с/с, № 429 от 16.10.1957
- Бор, Симаковский с/с, № 86 от 17.02.1972
- Борок, Симаковский с/с, № 20/11 от 15.11.1976
- Бортниково, Барановский с/с, № 85 от 22.04.1999
- Бортное Малое, Засекинский с/с, № 483 от 26.10.1964
- Брусово Малое, Кромский с/с, № 483 от 26.10.1964
- Бутырки, Стариловский с/с, № 133 от 8.06.1995
- Ванята, Верхнеландеховский с/с, № 429 от 16.10.1957
- Вашурята, Стариловский с/с, № 483 от 26.10.1964
- Верещагино, Симаковский с/с, № 483 от 26.10.1964
- Власово, Засекинский с/с, № 318 от 22.10.1986
- Волково, Мытский с/с, № 133 от 8.06.1995
- Волково, Симаковский с/с, № 809 от 9.12.1974
- Выметки, Симаковский с/с, № 483 от 26.10.1964
- Голубята, Засекинский с/с, № 429 от 16.10.1957
- Горбуниха, Симаковский с/с, № 483 от 26.10.1964
- Дарьино, Мытский с/с, № 483 от 26.10.1964
- Дружиниха, Симаковский с/с, № 86 от 17.02.1972
- Елагино, Мытский с/с, № 86 от 17.02.1972
- Елшата, Верхнеландеховский с/с, № 429 от 16.10.1957
- Заболотье, Стариловский с/с, № 318 от 22.10.1986
- Загребаево, Мытский с/с, № 17/9 от 11.11.1979
- Затеиховская Слобода, Мытский с/с, № 86 от 17.02.1972
- Зевалово, Симаковский с/с, № 9/20-1 от 24.04.1978
- Зименки, Мытский с/с, № 17/9 от 11.11.1979
- Зыбкино, Засекинский с/с, № 429 от 16.10.1957
- Исаково, Засекинский с/с, № 9/20-1 от 24.04.1978
- Кадницы, Симаковский с/с, № 9/20-1 от 24.04.1978
- Кобылино, Верхнеландеховский с/с, № 17/9 от 11.11.1979
- Ковши, Симаковский с/с, № 429 от 16.10.1957
- Кокино, Симаковский с/с, № 429 от 16.10.1957
- Красная Поляна, Симаковский с/с, № 429 от 16.10.1957
- Крутые, Верхнеландеховский с/с, № 20/11 от 15.11.1976
- Крячково, Засекинский с/с, № 483 от 26.10.1964
- Кузовята, Верхнеландеховский с/с, № 429 от 16.10.1957
- Курдино, Абросовский с/с, № 86 от 17.02.1972
- Лаврентьево, Стариловский с/с, № 86 от 17.02.1972
- Ларино, Верхнеландеховский с/с, № 483 от 26.10.1964
- Листопадовка, Барановский с/с, № 85 от 22.04.1999
- Лобашево, Верхнеландеховский с/с, № 25/17 от 16.12.1975
- Ломки, Кромский с/с, № 483 от 26.10.1964
- Лопаково, Симаковский с/с, № 21/16 от 12.12.1977
- Лопоухи, Верхнеландеховский с/с, № 17/9 от 11.11.1979
- Люханово, Симаковский с/с, № 133 от 8.06.1995
- Максимово, Кромский с/с, № 318 от 22.10.1986
- Малеево, Стариловский с/с, № 429 от 16.10.1957
- Малинки, Кромский с/с, № 86 от 17.02.1972
- Матюгино, Симаковский с/с, № 429 от 16.10.1957
- Меркуши, Верхнеландеховский с/с, № 483 от 26.10.1964
- Михайлово, Засекинский с/с, № 318 от 22.10.1986
- Мокша, Кромский с/с, № 429 от 16.10.1957
- Моркуши, Верхнеландеховский с/с, № 429 от 16.10.1957
- Муромка Большая, Стариловский с/с, № 483 от 26.10.1964
- Неделино, Симаковский с/с, № 86 от 17.02.1972
- Неделинская, Барановский с/с, № 86 от 17.02.1972
- Ногино, Князьковский с/с, № 429 от 16.10.1957
- Овчинники, Верхнеландеховский с/с, № 85 от 22.04.1999
- Окатово, Кромский с/с, № 86 от 17.02.1972
- Опалихино, Засекинский с/с, № 429 от 16.10.1957
- Отерино, Засекинский с/с, № 429 от 16.10.1957
- Отлужново, Кромский с/с, № 86 от 17.02.1972
- Пашутино, Косиковский с/с, № 429 от 16.10.1957
- Печонкино, Засекинский с/с, № 429 от 16.10.1957
- Поветники, Засекинский с/с, № 25/17 от 16.12.1975
- Погорелка, Засекинский с/с, № 20/11 от 15.11.1976
- Погосты, Верхнеландеховский с/с, № 483 от 26.10.1964
- Починок, Симаковский с/с, № 86 от 17.02.1972
- Проломы, Барановский с/с, № 429 от 16.10.1957
- Путрята, Засекинский с/с, № 21/16 от 12.12.1977
- Ревякино, Мытский с/с, № 133 от 8.06.1995
- Рудаки, Верхнеландеховский с/с, № 86 от 17.02.1972
- Рыбино, Засекинский с/с, № 429 от 16.10.1957
- Рыжково, Стариловский с/с, № 429 от 16.10.1957
- Савино, Абросовский с/с, № 483 от 26.10.1964
- Савята, Верхнеландеховский с/с, № 25/17 от 16.12.1975
- Сергеево, Засекинский с/с, № 483 от 26.10.1964
- Сидорово, Кромский с/с, № 483 от 26.10.1964
- Скудино, Засекинский с/с, № 86 от 17.02.1972
- Сосняги, Симаковский с/с, № 809 от 9.12.1974
- Сосуновка, Стариловский с/с, № 318 от 22.10.1986
- Степунино, Засекинский с/с, № 483 от 26.10.1964
- Степунята, Симаковский с/с, № 9/20-1 от 24.04.1978
- Строво, Верхнеландеховский с/с, № 17/9 от 11.11.1979
- Субботино, Абросовский с/с, № 86 от 17.02.1972
- Тороносиха, Верхнеландеховский с/с, № 429 от 16.10.1957
- Трефелиха, Засекинский с/с, № 86 от 17.02.1972
- Тряпино, Марьинский с/с, № 25/17 от 16.12.1975
- Федотово, Симаковский с/с, № 86 от 17.02.1972
- Харино, Стариловский с/с, № 85 от 22.04.1999
- Хвостяга, Симаковский с/с, № 483 от 26.10.1964
- Цаплино, Симаковский с/с, № 429 от 16.10.1957
- Челусово, Мытский с/с, № 429 от 16.10.1957
- Чешата, Верхнеландеховский с/с, № 429 от 16.10.1957
- Шигалята, Косиковский с/с, № 429 от 16.10.1957
- Широнята, Симаковский с/с, № 429 от 16.10.1957
- Якшино, Мытский с/с, № 483 от 26.10.1964

### Вичугский район
- Аксениха, Семёновский с/с, № 152 от 17.07.1997
- Аксениха, Старовичугский с/с, № 438 от 30.10.1989
- Аксениха, Чертовищинский с/с, № 438 от 30.10.1989
- Аксеньково, Макатовский с/с, № 483 от 26.10.1964
- Антипиха, Каменский с/с, № 483 от 26.10.1964
- Ащерки, Каменский с/с, № 483 от 26.10.1964
- Бабкино — N 178-ОЗ от 21.12.2004,
- Бабчино, Троицкий с/с, № 483 от 26.10.1964
- Башево, Семёновский с/с, № 152 от 17.07.1997
- Борисовская, Семёновский с/с, № 438 от 30.10.1989
- Буньково, Семёновский с/с, № 483 от 26.10.1964
- Буково, Золотиловский с/с, № 25/17 от 16.12.1975
- Буяново, Зарубинский с/с, № 438 от 30.10.1989
- Быковка, Гавриловский с/с, № 152 от 17.07.1997
- Василево, Каменский с/с, № 999-р от 28.09.1971
- п. Вичугского объединения «Сельхозтехника», Старовичугский с/с, № 722 от 17.11.1966
- п. совхоза «Возрождение», Федяевский с/с, № 86 от 17.02.1972
- Ворошилиха, Зарубинский с/с, № 152 от 17.07.1997
- Выползово, Зарубинский с/с, № 152 от 17.07.1997
- Высоково, Гаврилковский с/с, № 86 от 17.02.1972
- Вязовка, Гольчихинский с/с, № 483 от 26.10.1964
- Гайдорово Малое, Семёновский с/с, № 483 от 26.10.1964
- Гари — N 178-ОЗ от 21.12.2004
- Глиздуново, Семёновский с/с, № 483 от 26.10.1964
- Голубцово, Старовичугский с/с, № 708 от 2.11.1966
- Горкино, Зарубинский с/с, № 152 от 17.07.1997
- Гороженицы, Золотиловский с/с, № 86 от 17.02.1972
- Григориха, Каменский с/с, № 9/20-1 от 24.04.1978
- Гришево Малое, Макатовский с/с, № 483 от 26.10.1964
- Гришово, Зарубинский с/с, № 438 от 30.10.1989
- Грудино, Семёновский с/с, № 25/17 от 16.12.1975
- Дегтяри, Семёновский с/с, № 483 от 26.10.1964
- Демидово, Золотиловский с/с, № 20/11 от 15.11.1976
- п. Детского санатория, Старовичугский с/с, № 9/20-1 от 24.04.1978
- Долматово, Золотиловский с/с, № 137 от 21.02.1969
- Дубанки, Старовичугский с/с, № 21/16 от 12.12.1977
- Душкино, Гаврилковский с/с, № 152 от 17.07.1997
- Жарки, Золотиловский с/с, № 483 от 26.11.1964
- Жгири, Зарубинский с/с, № 21/16 от 12.12.1977
- Залесская, Федяевский с/с, № 86 от 17.02.1972
- Заполица, Насакинский с/с, № 483 от 26.10.1964
- Запольная, Чертовищинский с/с, № 20/11 от 15.11.1976
- Зубино, Зарубинский с/с, № 152 от 17.07.1997
- Ивандино, Каменский с/с, № 20/11 от 15.11.1976
- Ивашино, Семёновский с/с, № 483 от 26.10.1964
- Ивонькино, Золотиловский с/с, № 137 от 21.02.1969
- Илечино, Семёновский с/с, № 20/11 от 15.11.1976
- Имелешь, Чертовищинский с/с, № 9/20-1 от 24.04.1978
- Калиновка, Гаврилковский с/с, № 152 от 17.07.1997
- Кашино Малое, Макатовский с/с, № 483 от 26.10.1964
- Карчиха, Макатовский с/с, № 483 от 26.10.1964
- Киево, Гаврилковский с/с, № 152 от 17.07.1997
- Клепово — N 178-ОЗ от 21.12.2004
- Козлово, Старовичугский с/с, № 236 от 12.06.1957
- Колосово, Зарубинский с/с, № 20/11 от 15.11.1976
- Конново, Семёновский с/с, № 152 от 17.07.1997
- Конюхи, Гольчихинский с/с, № 137 от 21.02.1969
- Крапивново, Семёновский с/с, № 152 от 17.07.1997
- Кудино, Зарубинский с/с, № 438 от 30.10.1989
- Лекино, Сошниковский с/с, решений № 152 от 17.07.1997
- Литовкино, Семёновский с/с, № 152 от 17.07.1997
- Ломы Малые, Золотиловский с/с, № 86 от 17.02.1972
- Малая Деревня, Семёновский с/с, № 809 от 9.12.1974
- Малышево, Семёновский с/с, № 152 от 17.07.1997
- Матушкино, Каменский с/с, № 20/11 от 15.11.1976
- Медведки Большие, Зарубинский с/с, № 20/11 от 15.11.1976
- Медведки Малые, Зарубинский с/с, № 438 от 30.10.1989
- Мичковка, Федяевский с/с, № 137 от 21.02.1969
- Мокруша, Чертовищинский с/с, № 438 от 30.10.1989
- Мордва, Зарубинский с/с, № 9/20-1 от 24.04.1978
- Морозиха, Семёновский с/с, № 20/11 от 15.11.1976
- Мокино, Гольчихинский с/с, № 20/11 от 15.11.1976
- Нагорново, Золотиловский с/с, № 152 от 17.07.1997
- Назариха, Каменский с/с, № 137 от 21.02.1969
- Некрасиха, Чертовищинский с/с, № 20/11 от 15.11.1976
- Неохаиха, Сошниковский с/с, № 152 от 17.07.1997
- Никольское, Старовичугский с/с, № 809 от 9.12.1974
- Окуловская, Макатовский с/с, № 86 от 17.02.1972
- Олтухово, Зарубинский с/с, № 20/11 от 15.11.1976
- Омелиха, Зарубинский с/с, № 20/11 от 15.11.1976
- Панино, Гольчихинский с/с, № 438 от 30.10.1989
- Пестовка, Старовичугский с/с, № 483 от 26.10.1964
- Пески, Золотиловский с/с, № 137 от 21.02.1969
- Писцово Старое, Троицкий с/с, № 483 от 26.10.1964
- Плаксиха, Золотиловский с/с, № 137 от 21.02.1969
- Погорелка, Гольчихинский с/с, № 20/11 от 15.11.1976
- Подлесново, Старовичугский с/с, № 86 от 17.02.1972
- Потыкино, Старовичугский с/с, № 438 от 30.10.1989
- Починок Малый, Золотиловский с/с, № 483 от 26.10.1964
- Починок, Семёновский с/с, № 20/11 от 15.11.1976
- Прислониха, Чертовищинский с/с, № 20/11 от 15.11.1976
- Пузаки, Зарубинский с/с, № 20/11 от 15.11.1976
- Пятино, Семёновский с/с, № 438 от 30.10.1989
- Рахманиха, Старовичугский с/с, № 236 от 12.06.1957
- Репревская, Федяевский с/с, № 86 от 17.02.1972
- Рокотово Малое, Чертовищинский с/с, № 483 от 26.10.1964
- Сандыревка, Гаврилковский с/с, № 21/16 от 12.12.1977
- Сергеиха, Федяевский с/с, № 483 от 26.10.1964
- Симоново, Семёновский с/с, № 809 от 9.12.1974
- Слободецкая, Семёновский с/с, № 438 от 30.10.1989
- Соболиха, Старовичугский с/с, № 9/20-1 от 24.04.1978
- Спасское, Чертовищинский с/с, № 20/11 от 15.11.1976
- Степанцево, Каменский с/с, № 86 от 17.02.1972
- Степуниха, Чертовищинский с/с, № 152 от 17.07.1997
- Тиноводка, Гаврилковский с/с, № 438 от 30.10.1989
- Топорово, Чертовищинский с/с, № 152 от 17.07.1997
- Троицкое, Семёновский с/с, № 25/17 от 16.12.1975
- Троица, Троицкий с/с, № 86 от 17.02.1972
- Углец, Сошниковский с/с, № 9/20-1 от 24.04.1978
- Хальпино, Сошниковский с/с, № 438 от 30.10.1989
- Хохлиха, Семёновский с/с, № 809 от 9.12.1974
- Чадуево, Гаврилковский с/с, № 152 от 17.07.1997
- Чёрный Враг, Каменский с/с, № 438 от 30.10.1989
- Цыдилиха — N 178-ОЗ от 21.12.2004
- Шохонская, Чертовищинский с/с, № 152 от 17.07.1997
- Якушиха, Зарубинский с/с, № 20/11 от 15.11.1976
- Яснево Малое, Старовичугинский с/с, № 483 от 26.10.1964

### Гаврилово-Посадский район
- Алёшково, Новоселковский с/с, № 483 от 26.10.1964
- Ардамакино, Осановецкий с/с, № 86 от 17.02.1972
- Бараки Кольчугинского химлесхоза, Бережецкий с/с, № 17/9 от 11.11.1979
- Березницы, Осановецкий с/с, № 809 от 9.12.1974
- Брыла, Закомельский с/с, № 86 от 17.02.1972
- Глинищи, Бородинский с/с, № 21/16 от 12.12.1977
- Гольцево, Мальтинский с/с, № 86 от 17.02.1972
- Гончарово, Закомельский с/с, № 86 от 17.02.1972
- Гостево, Шекшовский с/с, № 241 от 30.09.1999
- Грибаново, Новоселковский с/с, № 152 от 17.07.1997
- Грибчиха, Мирславский с/с, № 21/16 от 12.12.1977
- Дешевцы, Петрово-Городищенский с/с, № 21/16 от 12.12.1977
- Деревня-Иван, Бородинский с/с, № 342 от 2.11.1983
- Ескино, Бородинский с/с, № 24 от 17.01.1966
- Жаворонково, Новоселковский с/с, № 20/11 от 15.11.1976
- Зубатово, Бережецкий с/с, № 318 от 22.10.1986
- Карпово, Мирславский с/с, № 21/16 от 12.12.1977
- Конново, Петрово-Городищенский с/с, № 141 от 12.05.1980
- Крапивье, Осановецкий с/с, № 152 от 17.07.1997
- Кощеево, Бородинский с/с, № 20/11 от 15.11.1976
- Кунеево, Мальтинский с/с, № 86 от 17.02.1972
- Курки, Бородинский с/с, № 21/16 от 12.12.1977
- п. Ленинского лесничества, Петрово-Городищенский с/с, № 17/9 от 11.11.1979
- Лесная сторожка Сахарова, Бережецкий с/с, № 86 от 17.02.1972
- Нечаиха, Бережецкий с/с, № 21/16 12.12.1977
- Нечаиха, Порздневская сельская администрация, Закон N 3-ОЗ от 23.01.2002
- п. Откормочного совхоза, Петрово-Городищенский с/с, № 17/9 от 11.11.1979
- Попадкино, Петрово-Городищенский с/с, № 86 от 17.02.1972
- Притыки, Петрово-Городищенский с/с, № 86 от 17.02.1972
- Санцово, Петрово-Городищенский с/с, № 664 от 20.11.1972
- Сватовцы, Бородинский с/с, № 86 от 17.02.1972
- п. Сплавной конторы, Петрово-Городищенский с/с, № 17/9 от 11.11.1979
- Тереховицы, Новоселковский с/с, № 86 от 17.02.1972
- Торки, Бородинский с/с, № 20/11, от 15.11.1976
- п. Торфоболота «Поддубь», Петрово-Городищенский с/с, № 17/9 от 11.11.1979
- п. Участков № 2 и № 6 совхоза «Гаврилово-Посадский», Лычевский с/с, № 86 от 17.02.1972
- Федоровка, Петрово-Городищенский с/с, № 21/16 от 12.12.1977
- Хватково, Бережецкий с/с, № 86 от 17.02.1972
- Шестова, Ярышевский с/с, № 241 от 30.09.1999
- Юкша Большая, Новоселковский с/с, № 21/16 от 12.12.1977
- Юкша Малая, Новоселковский с/с, № 21/16 от 12.12.1977

### Заволжский район
- Авдотьино, Колшевский с/с, № 86 от 17.02.1972
- Акишенки, Есиплевский с/с, № 133 от 8.06.1995
- Алёшково, Новлянский с/с, № 21/16 от 12.12.1977
- Алешунино, Чегановский с/с, № 809 от 9.12.1974
- Амшеник, Торопихинский с/с, № 133 от 8.06.1995
- Ануфриево , Есиплевский с/с, № 133 от 8.06.1995
- Апалиха, Шибановский с/с, № 86 от 17.02.1972
- Артюковка, Чегановский с/с, № 9/20-1 от 24.04.1978
- Асаново, Колшевский с/с, № 152 от 17.07.1997
- Бабка, Корниловский с/с, № 483 от 26.10.1964
- Башарово, Шибановский с/с, № 86 от 17.02.1972
- Безводново, Чегановский с/с, № 86 от 17.02.1972
- Белогузовская, Новлянский с/с, № 483 от 26.10.1964
- Болотниково, Шеломовский с/с, № 86 от 17.02.1972
- Борятино Большое, Жажлевский с/с, № 723 от 18.12.1970
- Борятино Малое, Жажлевский с/с, № 21/16 от 12.12.1977
- Буровские Поля, Жажлевский с/с, № 20/11 от 15.11.1976
- Ванино, Корниловский с/с, № 809 от 9.12.1974
- Ванюковская, Новлянский с/с, № 133 от 8.06.1995
- Вашкино, Чегановский с/с, № 86 от 17.02.1972
- Волчиха, Чегановский с/с, № 337 от 9.07.1959
- Воскресенское, Жажлевский с/с, № 723 от 18.12.1970
- Высоково, Дмитриевский с/с, № 809 от 9.12.1974
- Высоково, Новлянский с/с, № 133 от 8.06.1995
- Говеново, Новлянский с/с, № 133 от 8.06.1995
- Горки, Воздвиженский с/с, № 9/20-1 от 24.04.1978
- Городище, Шеломовский с/с, № 86 от 17.02.1972
- Григошево, Воздвиженский с/с, № 809 от 9.12.1974
- Губино, Белоноговский с/с, № 483 от 26.10.1964
- Десятское, Есиплевский с/с, № 809 от 9.12.1974
- Дериглазово, Колшевский с/с, № 20/11 от 15.11.1976
- Дичево, Шеломовский с/с, № 483 от 26.10.1964
- Дмитриевское, Корниловский с/с, № 20/11 от 15.11.1976
- Дружинино, Жажлевский с/с, № 9/20-1 от 24.04.1978
- Дубнево, Дмитриевский с/с, № 483 от 26.10.1964
- Дьяково, Белоноговский с/с, № 809 от 9.12.1974
- Дьяконово, Шибановский с/с, № 86 от 17.02.1972
- Еремеевская, Новлянский с/с, № 338 от 21.12.1981
- Жажлево Большое, Жажлевский с/с, № 20/11 от 15.11.1976
- Жажлево Малое, Жажлевский с/с, № 483 от 26.10.1964
- Желтово, Торопихинский с/с, № 338 от 8.06.1995
- Жилино, Шеломовский с/с, № 9/20-1 от 24.04.1978
- Завражье, Колшевский с/с, № 20/11 от 15.11.1976
- Загарье, Воробьецовский с/с, № 133 от 8.06.1995
- Зайково, Чегановский с/с, № 9/20-1 от 24.04.1978
- Заречье, Колшевский с/с, № 86 от 17.02.1972
- Звягино, Чегановский с/с, № 664 от 20.11.1972
- Зимнево, Есиплевский с/с, № 86 от 17.02.1972
- Зубарево, Шибановский с/с, № 20/11 от 15.11.1976
- Игумново, Есиплевский с/с, № 809 от 9.12.1974
- Измайлово, Колшевский с/с, № 809 от 9.12.1974
- Калетино, Новлянский с/с, № 383 от 21.12.1981
- Караево, Шибановский с/с, № 86 от 17.02.1972
- Караксино, Корниловский с/с, № 20/11 от 15.11.1976
- Карпово, Есиплевский с/с, № 809 от 9.12.1974
- Карцево, Корниловский с/с, № 133 от 8.06.1995
- Качалки, Колшевский с/с, № 152 от 17.07.1997
- п. Кирпичного завода, Новлянский с/с, № 664 от 20.11.1972
- Кистега, Корниловский с/с, № 483 от 26.10.1964
- Кожуховская, Торопихинский с/с, № 383 от 21.12.1981
- Коковино, Торопихинский с/с, № 133 от 8.06.1995
- Кокуйка, Жажлевский с/с, № 383 от 21.12.1981
- Конищево, Шибановский с/с, № 20/11 от 15.11.1976
- Костехово, Корниловский с/с, № 133 от 8.06.1995
- Краксино, Белоноговский с/с, № 86 от 17.02.1972
- Кривцово, Шибановский с/с, № 809 от 9.12.1974
- Кривякино, Чегановский с/с, № 809 от 9.12.1974
- Крутой Враг, Новлянский с/с, № 133 от 8.06.1995
- Кузьминское, Воздвиженский с/с, № 664 от 20.11.1972
- Кульпино, Дмитриевский с/с, № 483 от 26.10.1964
- Лакомцево, Корниловский с/с, № 20/11 от 15.11.1976
- Левинская, Чегановский с/с, № 809 от 9.12.1974
- Ледины, Шеломовский с/с, № 809 от 9.12.1974
- Лесговец, Дмитриевский с/с, № 809 от 9.12.1974
- Лесново, Воздвиженский с/с, № 664 от 20.11.1972
- Ломки, Шибановский с/с, № 21/16 от 12.12.1977
- Лопатино, Воздвиженский с/с, № 133 от 8.06.1995
- Луза, Корниловский с/с, № 483 от 26.10.1964
- Матвейково, Торопихинский с/с, № 133 от 8.06.1995
- Матвейцево, Воздвиженский с/с, № 809 от 9.12.1974
- Марково, Воздвиженский с/с, № 9/20-1 от 24.04.1978
- Медведково, Новлянский с/с, № 152 от 17.07.1997
- Меленцево, Колшевский с/с, № 86 от 17.02.1972
- Мельничище, Новлянский с/с, № 9/20-1 от 24.04.1978
- Меркулинская, Новлянский с/с, № 20/11 от 15.11.1976
- п. Михеево-Звяги, Воздвиженский с/с, № 664 от 20.11.1972
- Митенино, Воздвиженский с/с, № 383 от 21.12.1981
- Морозово, Чегановский с/с, № 809 от 9.12.1974
- Мякотиха, Чегановский с/с, № 86 от 17.02.1972
- Неверово, Колшевский с/с, № 483 от 26.10.1964
- Никоновка, Корниловский с/с, № 86 от 17.02.1972
- Никульское, Гольцовский с/с, № 152 от 17.07.1997
- Никульцыно, Шибановский с/с, № 483 от 26.10.1964
- Новая, Шеломовский с/с, № 86 от 17.02.1972
- Осеево, Новлянский с/с, № 483 от 26.10.1964
- Осиновка, Колшевский с/с, № 86 от 17.02.1972
- Павлиха, Шеломовский с/с, № 809 от 9.12.1974
- Панифидино, Шибановский с/с, № 20/11 от 15.11.1976
- Пашковка, Корниловский с/с, № 86 от 17.02.1972
- Питягино, Торопихинский с/с, № 133 от 8.06.1995
- Пихалево, Ивашевский с/с, № 483 от 26.10.1964
- Плюскалово, Ивашевский с/с, № 483 от 26.10.1964
- Погорелица, Новлянский с/с, № 152 от 17.07.1997
- Полянки, Дмитриевский с/с, № 483 от 26.10.1964
- Пономарёво, Воздвиженский с/с, № 86 от 17.02.1972
- Попадьино , Шибановский с/с, № 483 от 26.10.1964
- Починок, Новлянский с/с, № 20/11 от 15.11.1976
- п. Подсобного хозяйства, Воздвиженский с/с, № 20/11 от 15.11.1976
- п. 2-го отделения совхоза «Пятилетка», Чегановский с/с, № 17/9 от 11.11.1979
- Прелово, Жажлевский с/с, № 133 от 8.06.1995
- Рай, Корниловский с/с, № 483 от 26.10.1964
- Раменье, Шибановский с/с, № 21/16 от 12.12.1977
- Рамешки, Белоноговский с/с, № 86 от 17.02.1972
- Рогозиниха, Чегановский с/с, № 483 от 26.10.1964
- Семёново, Жажлевский с/с, № 21/16 от 12.12.1977
- Семенцево, Чегановский с/с, № 9/20-1 от 24.04.1978
- Смерково, Новлянский с/с, № 483 от 26.10.1964
- Спирино, Шеломовский с/с, № 483 от 26.10.1964
- Студенец, Шибановский с/с, № 483 от 26.10.1964
- Сногищево, Белоноговский с/с, № 86 от 17.02.1972
- Скокуши, Корниловский с/с, № 133 от 8.06.1995
- Скотобаза, Белоноговский с/с, № 809 от 9.12.1974
- п. Подсобного хозяйства «Соколово», Воздвиженский с/с, № 17/9 от 11.11.1979
- Солдога, Воздвиженский с/с, № 133 от 8.06.1995
- Студёные Ключи, Воздвиженский с/с, № 133 от 8.06.1995
- Суворово, Новлянский с/с, № 86 от 17.02.1972
- Сухара, Шеломовский с/с, № 483 от 26.10.1964
- Татаринцево, Шибановский с/с, № 483 от 26.10.1964
- Теремец, Колшевский с/с, № 483 от 26.10.1964
- Тиманцево, Колшевский с/с, № 86 от 17.02.1972
- Тиновка, Корниловский с/с, № 483 от 26.10.1964
- Типуново, Корниловский с/с, № 133 от 8.06.1995
- Треново, Колшевский с/с, № 133 от 8.06.1995
- п. Трикотажной фабрики, Чегановский с/с, № 664 от 20.11.1972
- Фоминское, Колшевский с/с, № 20/11 от 15.11.1976
- Хаманино, Колшевский с/с, № 664 от 20.11.1972
- Харчи, Воздвиженский с/с, № 809 от 9.12.1974
- Хвостово, Чегановский с/с, № 809 от 9.12.1974
- Хомутинино, Шеломовский с/с, № 483 от 26.10.1964
- Чашково, Ивашевский с/с, № 483 от 26.10.1964
- Челищево, Шибановский с/с, № 483 от 26.10.1964
- Шелагурино, Воробьецовский с/с, № 133 от 8.06.1995
- Шибаниха, Торопихинский с/с, № 133 от 8.06.1995
- Шишкино Большое, Колшевский с/с, № 21/16 от 12.12.1977
- Якимцево, Шибановский с/с, № 483 от 26.10.1964
- Ямново, Чегановский с/с, № 21/16 от 12.12.1977

### Ивановский район
- Авдотьино, Авдотьинский с/с, № 477 от 15.10.1958
- Антоново, Кохомский с/с, № 20/11 от 15.11.1976
- Безделово, Стромихинский с/с, № 483 от 26.10.1964
- Белягино, Кохомский с/с, № 17/9 от 11.11.1979
- Беляево, Дегтярёвский с/с, № 483 от 26.10.1964
- Борисово, Тимошихский с/с, № 20/11 от 15.11.1976
- Боровково, сельсовет р.п. Озёрный, № 86 от 17.02.1972
- Брюхово, сельсовет р.п. Озёрный, № 664 от 20.11.1972
- Брюшки, Златоустовский с/с, № 86 от 17.02.1972
- Вареново, Дегтярёвский с/с, № 483 от 26.10.1964
- п. Водопроводной станции, Авдотьинский с/с, № 664 от 20.11.1972
- Высоково, Буньковский с/с, № 483 от 26.10.1964
- Гумнищи, Куликовский с/с, № 438 от 30.10.1989
- Дарьинка, Кохомский с/с, № 86 от 17.02.1972
- Дворишки, Стромихинский с/с, № 20/11 от 15.11.1976
- Дергальцево, Кохомский с/с, № 20/11 от 15.11.1976
- Дмитриево, сельсовет г. Иваново, № 177 от 1.06.1981
- Дома Уводьского лесничества, Авдотьинский с/с, № 9/20-1 от 24.04.1978
- Дома ОРСа Марково-Сборное, Буньковский с/с, № 25/17 от 16.12.1975
- Дома тепличного хозяйства, Кохомский с/с, № 9/20-1 от 24.04.1978
- Жары, сельсовет р.п. Озёрный, № 21/16 от 12.12.1977
- п. Железнодорожной станции Кохма, Кохомский с/с, № 17/9 от 11.11.1979
- Залесье, Новоталицкий с/с, № 25/17 от 16.12.1975. СУЩЕСТВУЕТ.
- Запрудное, Тимошихский с/с, № 20/11 от 15.11.1976
- Захарово, Дегтярёвский с/с, № 483 от 26.10.1964
- Злобиха, Дегтярёвский с/с, № 483 от 26.10.1964
- Иваньково, Балахонковский с/с, № 17/9 от 11.11.1979
- Кельи, Стромихинский с/с, № 483 от 26.10.1964
- Клинцево, Богородский с/с, № 86 от 17.02.1972
- Княжево, Рожновский с/с, № 86 от 17.02.1972
- Колбацкое Старое, Тимошихский с/с, № 664 от 20.11.1972
- Колесницы Малые, Кохомский с/с, № 483 от 26.10.1964
- Коляново, Дегтярёвский с/с, № 25/17 от 16.12.1975 СУЩЕСТВУЕТ
- Королятино, Тимошихский с/с, № 483 от 26.10.1964
- Кочкарово, Стромихинский с/с, № 21/16 от 12.12.1977
- Курлаково, Дегтярёвский с/с, № 483 от 26.10.1964
- Курьяново, Авдотьинский с/с, № 477 от 15.10.1958
- Лемешок, Тимошихский с/с, № 86 от 17.02.1972
- Леонидово, Тимошихский с/с, № 664 от 20.11.1972
- Лобаниха, Кохомский с/с, № 20/11 от 15.11.1976
- Лучинское, Рожновский с/с, № 483 от 26.10.1964
- Малинники, Балахонковский с/с, № 21/16 от 12.12.1977
- Марицыно, Беляницкий с/с, № 338 от 21.12.1981 [источник не указан 85 дней]

- п. Международного молодёжного лагеря отдыха «Берёзовая Роща», сельсовет р.п. Озёрный, № 17/9 от 11.11.1979
- п. Мехколонны № 47, Новоталицкий с/с, № 809 от 9.12.1974
- Мосеиха, сельсовет р.п. Озёрный, № 438 от 30.10.1989
- Мязово, Буньковский с/с, № 17/9 от 11.11.1979
- Никулиха, Дегтярёвский с/с, № 73 от 18.02.1956
- Новая, Новоталицкий с/с, № 21/16 от 12.12.1977
- п. Овощного совхоза, Семиновский с/с, № 21/16 от 12.12.1977
- п. Овощного совхоза № 1, Кохомский с/с, № 86 от 17.02.1972
- Огрызково, Тимошихский с/с, № 483 от 26.10.1964
- Ощерково, Стромихинский с/с, № 20/11 от 15.11.1976
- Пешково, Кохомский с/с, № 483 от 26.10.1964
- Подвязново Большое, Кохомский с/с, № 25/17 от 16.12.1975
- Подвязново Малое, Кохомский с/с, № 809 от 9.12.1974
- Подъельново, Авдотьинский с/с, № 477 от 15.10.1958
- Полежаево, Стромихинский с/с, № 20/11 от 15.11.1976
- Полуниха, Стромихинский с/с, № 9/20 от 24.04.1978
- п. Подсобного хозяйства горбольницы, Кохомский с/с, № 86 от 17.02.1972
- п. Подсобного хозяйства завода «Ивтекмаш», Богданихская с/а, N 30-ОЗ от 9.04.2003
- п. Подсобного хозяйства «Зелёный городок», Дегтярёвский с/с, № 17/9 от 11.11.1979
- п. Подсобного хозяйства фабрики имени Ф. Зиновьева, Калачёвский с/с, № 86 от 17.02.1972
- п. Подсобного хозяйства фабрики имени Жиделева, Семиновский с/с, № 20/11 от 15.11.1976
- п. Подсобного хозяйства Ивановского треста столовых, Новоталицкий с/с, № 17/9 от 11.11.1979
- п. Пригородного хозяйства завода «Ивторфмаш», Новоталицкий с/с, № 664 от 20.11.1972
- Притыкино, Дегтярёвский с/с, № 483 от 26.10.1964
- п. Совхоза – плодопитомника, Калачёвский с/с, № 664 от 20.11.1972
- Сабельницы, Дегтярёвский с/с, № 483 от 26.10.1964
- п. Сажевого завода, Новоталицкий с/с, № 20/11 от 15.11.1976
- Самойлиха, Дегтярёвский с/с, № 483 от 26.10.1964
- Сватилово, Стромихинский с/с, № 483 от 26.10.1964
- Сверчково, Дегтярёвский с/с, № 21/16 от 12.12.1977
- Седельницы, Тимошихский с/с, № 86 от 17.02.1972
- п. Серковского торфопредприятия, Буньковский с/с, № 86 от 17.02.1972
- Слобода, Тимошихский с/с, № 20/11 от 15.11.1976
- Спасское, Богородская с/а, N 30-ОЗ от 9.04.2003
- Строкино, Богородский с/с, № 17/9 от 11.11.1979
- Субботино, Стромихинский с/с, № 664 от 20.11.1972
- Суховка, сельсовет г. Иваново, № 177 от 1.06.1981
- Талицы, Богородская с/а, N 30-ОЗ от 9.04.2003
- Тарасово, Кохомский с/с, № 86 от 17.02.1972
- Теплинцево, Кохомский с/с, № 483 от 26.10.1964
- Тяжино, Тимошихский с/с, № 664 от 20.11.1972
- п. Учебного хозяйства техникума механизации, Калачёвский с/с, № 86 от 17.02.1972
- п. учхоза N 3 ИСХИ, Новоталицкая с/а, N 30-ОЗ от 9.04.2003
- Хмельники, Дегтярёвский с/с, № 483 от 26.10.1964
- Черново, Богородская с/а, N 30-ОЗ от 9.04.2003
- Чёрные Грязи, Стромихинский с/с, № 809 от 9.12.1974
- Шимановская Слобода, Новоталицкий с/с, № 86 от 17.02.1972
- Юрцево, Тимошихский с/с, № 86 от 17.02.1972
- Яковлевская Слобода, Новоталицкий с/с, № 86 от 17.02.1972

### Ильинский район
- Абелково, Щенниковский с/с, № 86 от 17.02.1972
- Авдеево, Щенниковский с/с, № 269 от 9.04.1974
- Александровка, Гарский с/с, № 269 от 9.04.1974
- п. Алексеевского картофелетерочного завода, Алексеевский с/с, № 86 от 17.02.1972
- Ананьино , Аньковский с/с, № 86 от 17.02.1972
- Анисимовка, Ильинский с/с, № 292 от 11.05.1961
- Аферьево, Алексеевский с/с, № 86 от 17.02.1972
- Баево, Щенниковский с/с, № 86 от 17.02.1972
- Байганово, Алексеевский с/с, № 483 от 26.10.1964
- Бармино, Игрищинский с/с, № 152 от 17.07.1997
- Бараново, Хлебницкий с/с, № 269 от 9.04.1974
- Березники, Аньковский с/с, № 25/17 от 16.12.1975
- Березово, Сенихинский с/с, № 86 от 17.02.1972
- Беседы, Радинский с/с, № 483 от 26.10.1964
- Борисовка, Щенниковский с/с, № 664 от 20.11.1972
- Бохулино, Гарский с/с, № 429 от 16.10.1957
- Брянцево, Алексеевский с/с, № 269 от 9.04.1974
- Буйники, Алексеевский с/с, № 269 от 9.04.1974
- Варгасово, Радинский с/с, № 483 от 26.10.1964
- Ваулиха, Ильинский с/с, № 86 от 17.02.1972
- Веска, Гарский с/с, № 483 от 26.10.1964
- Волосцево, Щенниковский с/с, № 269 от 9.04.1974
- Волосачево, Аньковский с/с, № 152 от 17.07.1997
- Воронцово-Спасское, Аньковский с/с, № 152 от 17.07.1997
- Ворончиха, Игрищинский с/с, № 86 от 17.02.1972
- п. Гладышевского торфопредприятия, Исаевский с/с, № 483 от 26.10.1964
- Говорово, Алексеевский с/с, № 86 от 17.02.1972
- Грязный Луг, Нажеровский с/с, № 483 от 26.10.1964
- Душилово, Гарский с/с, № 269 от 9.04.1974
- Душилово, Игрищинский с/с, № 152 от 17.07.1997
- Жилкино, Алексеевский с/с, № 20/11 от 15.11.1976
- Завалиха, Гарский с/с, № 269 от 9.04.1974
- Запрудново, Гарский с/с, № 86 от 17.02.1972
- Зиновка, Сенихинский с/с, № 483 от 26.10.1964
- Игольчиха, Нажеровский с/с, № 177 от 1.06.1981
- Избяково, Щенниковский с/с, № 86 от 17.02.1972
- п. Исаевского цикорно-сушильного завода, Исаевский с/с, № 483 от 26.10.1964
- Кербуково, Щенниковский с/с, № 429 от 16.12.1957
- Княгинино, Гарский с/с, № 269 от 9.04.1974
- Козлово, Ильинский с/с, № 483 от 26.10.1964
- Короваево, Коварчинский с/с, № 152 от 17.07.1997
- Коровайницы, Исаевский с/с, № 20/11 от 15.11.1976
- п. Красный, Коварчинский с/с, № 86 от 17.02.1972
- Кривцово, Каблуковский с/с, № 152 от 17.07.1997
- Кузьминское, Алексеевский с/с, № 86 от 17.02.1972
- п. Кулачевского картофелетерочного завода, Исаевский с/с, № 25/17 от 16.12.1975
- Куреткино, Исаевский с/с, № 86 от 17.02.1972
- Лаврово, Щенниковский с/с, № 269 от 9.04.1974
- Лапнево, Кулачевский с/с, № 152 от 17.07.1997
- Лаптиха, Алексеевский с/с, № 292 от 11.05.1961
- Левино, Щенниковский с/с, № 86 от 17.02.1972
- Лесная Поляна, Исаевский с/с, № 483 от 26.10.1964
- Лодыгино, Гарский с/с, № 86 от 17.02.1972
- Луговое, Кулачевский с/с, № 152 от 17.07.1997
- Матвеевское, Алексеевский с/с, № 86 от 17.02.1972
- Мауриха, Каблуковский с/с, № 383 от 21.12.1981
- Медведково, Коварчинский с/с, № 17/9 от 11.11.1979
- Милославка, Гарский с/с, № 483 от 26.10.1964
- Митино, Гарский с/с, № 86 от 17.02.1972
- Митяево, Игрищинский с/с, № 86 от 17.02.1972
- Михалёво, Аньковский с/с, № 9/20-1 от 24.04.1978
- Нажеровская, Нажеровский с/с, № 86 от 17.02.1972
- Нестерцево, Коварчинский с/с, № 152 от 17.07.1997
- Нечаевка, Гарский с/с, № 86 от 17.02.1972
- Никитинка, Щенниковский с/с, № 152 от 17.07.1997
- Никифорово, Гарский с/с, № 269 от 9.04.1974
- Николо-Дор, Щенниковский с/с, № 152 от 17.07.1997
- Новое, Сенихинский с/с, № 269 от 9.04.1974
- Новосёлка, Гарский с/с, № 17/9 от 11.11.1979
- Омачкино, Исаевский с/с, № 20/11 от 15.11.1976
- Отрадная, Игрищинский с/с, № 86 от 17.02.1972
- Павлинцево, Гарский с/с, № 86 от 17.02.1972
- Павловское, Исаевский с/с, № 483 от 26.10.1964
- Паньково, Исаевский с/с, № 483 от 26.10.1964
- Петрилово, Гарский с/с, № 152 от 17.07.1997
- Петроково, Гарский с/с, № 483 от 26.10.1964
- Петряйка, Щенниковский с/с, № 152 от 17.07.1997
- Погост Крест, Гарский с/с, № 483 от 26.10.1964
- Поддубново, Каблуковский с/с, № 152 от 17.07.1997
- Подочелиха, Алексеевский с/с, № 86 от 17.02.1972
- п. Подсобного хозяйства, Анрлгьковский с/с, № 86 от 17.02.1972
- Прохоньево, Вескинский с/с, № 21/16 от 12.12.1977
- Романцево, Ильинский с/с, № 21/16 от 12.12.1977
- Росцыно, Исаевский с/с, № 17/9 от 11.11.1979
- Рыбинка, Исаевский с/с, № 86 от 17.02.1972
- Рязанка, Щенниковский с/с, № 25/17 от 16.12.1975
- Сабельниково, Щенниковский с/с, № 86 от 17.02.1972
- Санниково, Ивашевский с/с, № 152 от 17.07.1997
- Санчарово, Аньковский с/с, № 152 от 17.07.1997
- Селищи, Ивашевский с/с, № 152 от 17.07.1997
- Селищинская, Ивашевский с/с, № 177 от 1.06.1981
- Семернино, Ильинский с/с, № 269 от 9.04.1974
- Сертино, Ильинский с/с, № 152 от 17.07.1997
- Скочково, Гарский с/с, № 86 от 17.02.1972
- Смолкино, Исаевский с/с, № 429 от 16.10.1957
- Старово, Каблуковский с/с, № 9/20-1 от 24.04.1978
- Столбцово, Алексеевский с/с, № 269 от 9.04.1974
- Сухирь, Гарский с/с, № 429 от 16.10.1957
- Твердилково, Игрищинский с/с, № 20/11 от 15.11.1976
- Тверки, Гарский с/с, № 86 от 17.02.1972
- Терешково, Ильинский с/с, № 483 от 26.10.1964
- Тимофеевка, Гарский с/с, № 483 от 26.10.1964
- Тормосово, Исаевский с/с, № 152 от 17.07.1997
- Трубкино, Коварчинский с/с, № 152 от 17.07.1997
- Утехово, Исаевский с/с, № 86 от 17.02.1972
- Фантереево, Каблуковский с/с, № 21/16 от 12.12.1976
- Филиппцево, Щенниковский с/с, № 86 от 17.02.1972
- Хмельники, Алексеевский с/с, № 483 от 26.10.1964
- Хотенцево, Алексеевский с/с, № 86 от 17.02.1972
- Чагино, Коварчинский с/с, № 152 от 17.07.1997
- Чекряниково, Каблуковский с/с, № 152 от 17.07.1997
- Ченцы, Ильинский с/с, № 152 от 17.07.1997
- Чепелиха, Сенихинский с/с, № 269 от 9.04.1974
- Черноводка, Игрищинский с/с, № 152 от 17.07.1997
- Чурилово Малое, Исаевский с/с, № 86 от 17.02.1972
- Чуркино , Гарский с/с, № 429 от 16.10.1957
- Шимониха, Гарский с/с, № 86 от 17.02.1972
- Шишкино, Ильинский с/с, № 152 от 17.07.1997
- Шишково, Нажеровский с/с, № 86 от 17.02.1972
- п. Щенниковского картофелетерочного завода, Щенниковский с/с, № 483 от 26.10.1964
- Щуриха, Коварчинский с/с, № 152 от 17.07.1997
- Ядреево, Каблуковский с/с, № 152 от 17.07.1997
- Язвинцево, Ивашевский с/с, № 17/9 от 11.11.1979
- Якшино, Игрищинский с/с, № 152 от 17.07.1997

### Кинешемский район
- Абрамово, Батмановский с/с, № 183 от 29.08.1995
- Алябьево, Решемский с/с, № 21/16 от 12.12.1977
- Андроново, Решемский с/с, № 21/16 от 12.12.1977
- Баранцево, Батмановский с/с, № 483 от 26.10.1964
- Беляево, Ильинский с/с, № 809 от 9.12.1974
- Блащенское, Стиберский с/с, № 17/9 от 11.11.1979
- Бобриха, Тарасихинский с/с, № 242 от 29.10.1993
- Бордуки, Батмановский с/с, № 183 от 29.08.1995
- Бутусиха, Ильинский с/с, № 86 от 17.02.1972
- Быковка, Решемский с/с, № 183 от 29.08.1995
- Вандышки, Наволокский с/с, № 185 от 8.04.1959
- Вахутки Малые, Батмановский с/с, № 483 от 26.10.1964
- Введенье, Доброхотовский с/с, № 483 от 26.10.1964
- Велизанец, Наволокский с/с, № 86 от 17.02.1972 СУЩЕСТВУЕТ
- Вербилки, Шилекшинский с/с, № 86 от 17.02.1972
- Верхняя Устиниха, Луговской с/с, № 429 от 16.10.1957
- Власиха, Горковский с/с, № 152 от 17.07.1997
- Воробьевцы, Батмановский с/с, № 86 от 17.02.1972
- Ворониха, Ильинский с/с, № 17/9 от 11.11.1979
- Воскресенский, Шилекшинский с/с, № 528 от 25.12.1957
- Высоково, Ильинский с/с, № 242 от 29.10.1993
- Галашино, Решемский с/с, № 17/9 от 11.11.1979 СУЩЕСТВУЕТ
- Гари, Шилекшинский с/с, № 809 от 9.12.1974
- Гари, Тарасихинский с/с, № 86 от 17.02.1972
- Гарь, Стиберский с/с, № 17/9 от 11.11.1979
- Глумышки, Шилекшинский с/с, № 809 от 9.12.1974
- Головково, Решемский с/с, № 97 от 26 марта 1998
- Горелица, Зобнинский с/с, № 21/16 от 12.12.1977
- Горки, Тарасихинский с/с, № 20/11 от 15.11.1976
- Горки Малые, Батмановский с/с, № 483 от 26.10.1964
- Готовиха, Тарасихинский с/с, № 86 от 17.02.1972
- Грибино, Горковский с/с, № 17/9 от 11.11.1979
- Даниловское, Решемский с/с, № 183 от 29.08.1995
- Дебово, Журихинский с/с, № 86 от 17.02.1972
- п. Дома отдыха «Решма», Решемский с/с, № 20/11 от 15.11.1976
- Дорожково Малое, Ильинский с/с, № 483 от 26.10.1964
- Дулепиха, Журихинский с/с, № 483 от 26.10.1964
- Елизарово, Решемский с/с, № 483 от 26.10.1964
- Забелино, Батмановский с/с, № 483 от 26.10.1964
- Забелиха, Батмановский с/с, № 86 от 17.02.1972
- Завражье, Доброхотовский с/с, № 809 от 9.12.1974
- Заглядки, Решемский с/с, № 21/16 от 12.12.1977
- Загустино, Решемский с/с, № 17/9 от 11.11.1979
- Задняя, Журихинский с/с, № 183 от 29.08.1995
- Замятино, Журихинский с/с, № 183 от 29.08.1995 СУЩЕСТВУЕТ?
- Захаровка, Стиберский с/с, № 809 от 9.12.1974
- Иваньково, Батмановский с/с, № 21/16 от 12.12.1977
- Иваниха Малая, Луговской с/с, № 809 от 9.12.1974
- Игнатовка, Решемский с/с, № 809 от 9.12.1974
- Ильицыно, Ильинский с/с, № 483 от 26.10.1964
- Исаево, Горковский с/с, № 152 от 17.07.1997
- Истрахово, Ильинский с/с, № 9/20-1 от 24.04.1978
- Казаково, Батмановский с/с, № 483 от 26.10.1964
- Казарино, Ильинский с/с, № 809 от 9.12.1974
- Калиниха, Батмановский с/с, № 21/16 от 12.12.1977
- Карпушиха, Батмановский с/с, № 86 от 17.02.1972
- Кельи, Красногорский с/с, № 86 от 17.02.1972
- Кирпичниково, Наволокский с/с, № 185 от 8.04.1959
- Кирьяниха, Луговской с/с, № 338 от 21.12.1981
- Кодочигово, Батмановский с/с, № 183 от 29.08.1995
- Коловская, Журихинский с/с, № 183 от 29.08.1995
- Коломиново, Зобнинский с/с, № 809 от 9.12.1974
- Колот, Решемский с/с, № 17/9 от 11.11.1979
- Кондрашино, Решемский с/с, № 483 от 26.10.1964
- Кононово, Решемский с/с, № 86 от 17.02.1972
- Корбицы, Луговской с/с, № 483 от 26.10.1964
- Косикино или Косикино, Батмановский с/с, № 483 от 26.10.1964 СУЩЕСТВУЕТ?
- Красная Моисеиха, Шилекшинский с/с, № 86 от 17.02.1972
- Крутово, Стиберский с/с, № 17/9 от 11.11.1979
- Куницыно, Наволокский с/с, № 809 от 9.12.1974
- Лапшиха, Доброхотовский с/с, № 185 от 8.04.1959
- Латышиха, Журихинский с/с, № 483 от 26.10.1964
- Левино, Шилекшинский с/с, № 21/16 от 12.12.1977
- Левино, Тарасихинский с/с, № 21/16 от 12.12.1977
- Левинский, Шилекшинский с/с, № 483 от 26.10.1964
- Лихолаино, Шилекшинский с/с, № 483 от 26.10.1964
- Лушниково, Журихинский с/с, № 242 от 29.10.1993
- Маврино, Горковский с/с, № 21/16 от 12.12.1977
- Максимиха, Луговской с/с, № 185 от 8.04.1959
- Маланьино, Решемский с/с, № 17/9 от 11.11.1979
- Малинки, Решемский с/с, № 21/16 от 12.12.1977
- Малышево, Решемский с/с, № 86 от 17.02.1972
- Мартыново, Батмановский с/с, № 86 от 17.02.1972
- Матвеевская, Стиберский с/с, № 183 от 29.08.1995
- Медведево, Решемский с/с, № 483 от 26.10.1964
- Мельниково, Журихинский с/с, № 242 от 29.10.1993
- Митино, Журихинский с/с, № 183 от 29.08.1995
- Митинская, Журихинский с/с, № 483 от 26.10.1964
- Мишутиха Большая, Луговской с/с, № 86 от 17.02.1972
- Мокеиха, Батмановский с/с, № 483 от 26.10.1964
- Мокша, Красногорский с/с, № 86 от 17.02.1972
- Нагиши, Ильинский с/с, № 809 от 9.12.1974
- Недорезы, Батмановский с/с, № 242 от 29.10.1993
- Никитино, Батмановский с/с, № 86 от 17.02.1972
- Никитино, Журихинский с/с, № 483 от 26.10.1964
- Николо-Эз, Решемский с/с, № 483 от 26.10.1964
- Носищево, Доброхотовский с/с, № 483 от 26.10.1964
- Овчинниково, Журихинский с/с, № 483 от 26.10.1964
- Олеховка, Решемский с/с, № 9/20-1 от 24.04.1978
- Орлово, Зобнинский с/с, № 809 от 9.12.1974
- Оферы, Батмановский с/с, № 383 от 21.12.1981
- Пальбищи, Батмановский с/с, № 483 от 26.10.1964
- Пантюхино, Журихинский с/с, № 242 от 29.10.1993
- Першино, Луговской с/с, № 483 от 26.10.1964
- Пионерский, Ильинский с/с, № 483 от 26.10.1964
- Плещиха, Зобнинский с/с, № 809 от 9.12.1974
- Погорелки, Журихинский с/с, № 483 от 26.10.1964
- Подкурново Малое, Батмановский с/с, № 483 от 26.10.1964
- Починок Тихоновский, Батмановский с/с, № 86 от 17.02.1972
- Приезжевка, Тарасихинский с/с, № 809 от 9.12.1974
- Пустынь, Красногорский с/с, № 809 от 9.12.1974
- Путилово, Решемский с/с, № 86 от 17.02.1972
- Рогуши, Горковский с/с, № 17/9 от 11.11.1979 СУЩЕСТВУЕТ?
- Романовский, Луговской с/с, № 483 от 26.10.1964
- Ромашево, Журихинский с/с, № 183 от 29.08.1995
- Рохма, Решемский с/с, № 86 от 17.02.1972
- Ряхино, Журихинский с/с, № 242 от 29.10.1993
- Саббуки, Ильинский с/с, № 483 от 26.10.1964
- Савино, Решемский с/с, № 21/16 от 12.12.1977
- Савинская, Тарасихинский с/с, № 161 от 12 марта 1966
- Самарино, Ильинский с/с, № 17/9 от 11.11.1979
- Санково Малое, Тарасихинский с/с, № 483 от 26.10.1964
- Свистяги, Батмановский с/с, № 86 от 17.02.1972
- Селезюхино, Шилекшинский с/с, № 338 от 21.12.1981
- Семёнково Большое, Батмановский с/с, № 21/16 от 12.12.1977
- Семёнково Малое, Батмановский с/с, № 483 от 26.10.1964
- Серяково, Тарасихинский с/с, № 809 от 9.12.1974
- Сидоровская, Шилекшинский с/с, № 86 от 17.02.1972
- Слуда, Красногорский с/с, № 86 от 17.02.1972
- Соколово, Красногорский с/с, № 338 от 21.12.1981
- Солонище, Красногорский с/с, № 809 от 9.12.1974
- Спас Берегово, Батмановский с/с, № 483 от 26.10.1964
- Суворово, Решемский с/с, № 183 от 29.08.1995
- Сусловка, Решемский с/с, № 86 от 17.02.1972
- Сухие Гари, Батмановский с/с, № 342 от 2.11.1983
- Таракиниха, Журихинский с/с, № 483 от 26.10.1964
- Тереньково, Батмановский с/с, № 21/16 от 12.12.1977
- Тихоново, Решемский с/с, № 183 от 29.08.1995
- Трифаниха, Зобнинский с/с, № 86 от 17.02.1972
- Урубково, Ильинский с/с, № 483 от 26.10.1964
- Федоровская, Луговской с/с, № 86 от 17.02.1972
- Филимоново, Стиберский с/с, № 17/9 от 11.11.1979
- Фомино, Журихинский с/с, № 483 от 26.10.1964
- п. Химартели, Ильинский с/с, № 86 от 17.02.1972
- Хлепестиха, Ильинский с/с, № 152 от 17.07.1997
- Хмелево, Ильинский с/с, № 86 от 17.02.1972
- Чеганово, Доброхотовский с/с, № 86 от 17.02.1972
- Черемисино, Ильинский с/с, № 17/9 от 11.11.1979
- Чёрная Большая, Стиберский с/с , № 483 от 26.10.1964 (на год упразднения входил в Ильинский с/с)
- Чёрная Малая, Стиберский с/с, № 483 от 26.10.1964 (на год упразднения входил в Ильинский с/с)
- Чирково, Наволокский с/с, № 809 от 9.12.1974
- Чистогарье, Решемский с/с, № 9/20 от 24.04.1978
- Швариха, Зобнинский с/с, № 86 от 17.02.1972
- Шевяки, Доброхотовский с/с, № 483 от 26.10.1964
- Шестаки, Луговской с/с, № 483 от 26.10.1964
- Шишкино Малое, Наволокский с/с, № 483 от 26.10.1964
- Шихово Малое, Доброхотовский с/с, № 483 от 26.10.1964
- Щебыкино, Ильинский с/с, № 483 от 26.10.1964
- Ягодинская, Журихинский с/с, № 483 от 26.10.1964
- Якушиха, Батмановский с/с, № 483 от 26.10.1964
- Якушиха, Красногорский с/с, № 809 от 9.12.1974
- Яркино, Журихинский с/с, № 483 от 26.10.1964

### Комсомольский район
- Ананкино, Тюгаевский с/с, № 86 от 17.02.1972
- Баклановка, Новоусадебский с/с, № 152 от 17.07.1997
- Балахна, Березниковский с/с, № 86 от 17.02.1972
- Бельково, Шатровский с/с, № 86 от 17.02.1972
- Блудово, Михеевский с/с, № 152 от 17.07.1997
- Бошарово, Кулеберьевский с/с, № 17/9 от 11.11.1979
- Высоково, Никольский с/с, № 20/11 от 15.11.1976
- Горки, Шатровский с/с, № 86 от 17.02.1972
- Горлово, Кулеберьевский с/с, № 152 от 17.07.1997
- Гридино, Коромысловский с/с, № 9/20-1 от 24.04.1978
- Долматово, Березниковский с/с, № 809 от 9.12.1974
- п. Дома Отдыха ИвГРЭС, Кулеберьевский с/с, № 664 от 20.11.1972
- Дьяконово, Седельницкий с/с, № 292 от 11.05.1961
- Елизаветка, Миловский с/с, № 664 от 20.11.1972
- Ефросинки, Шатровский с/с, № 86 от 17.02.1972
- Жарки, Седельницкий с/с, № 25/17 от 16.12.1975
- Иванково, Коромысловский с/с, № 9/20-1 от 24.04.1978
- Исаково, Михеевский с/с, № 86 от 17.02.1972
- Козлецово, Комсомольский с/с, № 25/17 от 16.12.1975
- Кривцово, Тюгаевский с/с, № 809 от 9.12.1974
- Крошкино, Писцовский с/с, № 9/20-1 от 24.04.1978
- Крюково, Коромысловский с/с, № 9/20-1 от 24.04.1978
- Кстово, Миловский с/с, № 269 от 9.04.1974
- п. Ленина, Березниковский с/с, № 664 от 20.11.1972
- Леонтьево, Шатровский с/с, № 269 от 9.04.1974
- Лосево, Шатровский с/с, № 25/17 от 16.12.1975
- Лукоянки, Дмитриевский с/с, № 292 от 11.05.1961
- Миловское, Миловский с/с, № 424 от 24.06.1966
- Моруево, Писцовское СП, N 125-ОЗ от 12.10.2005
- Мозготиха, Дмитриевский с/с, № 292 от 11.05.1961
- село Никульское, Писцовское СП, N 125-ОЗ от 12.10.2005
- Ново, Новоусадебское СП, N 125-ОЗ от 12.10.2005
- Новосёлки, Шатровский с/с, № 20/11 от 15.11.1976
- Овсянки, Березниковский с/с, № 664 от 20.11.1972
- п. ж.-д. рзд. Ораново, Никольский с/с, № 20/11 от 15.11.1976
- Ораново, Никольский с/с, № 152 от 17.07.1997
- Павлово, Шатровский с/с, № 664 от 20.11.1972
- Панферьево, Шатровский с/с, № 86 от 17.02.1972
- Писцы Малые, Писцовский с/с, № 17/9 от 11.11.1979
- п. Подсобного хозяйства «Красная Талка», Писцовский с/с, № 86 от 17.02.1972
- Рельницы, Губцевский с/с, № 269 от 9.04.1974
- село Румянцево, Новоусадебское СП, N 125-ОЗ от 12.10.2005
- Савиха, Никольский с/с, № 86 от 17.02.1972
- Сретенье, Шатровский с/с, № 86 от 17.02.1972
- Старово, Писцовский с/с, № 86 от 17.02.1972
- Стипирево, Михеевский с/с, № 17/9 от 11.11.1979
- Тимошкино, Березниковский с/с, № 86 от 17.02.1972
- Устьяново, Березниковский с/с, № 86 от 17.02.1972
- Фомикино, Березниковский с/с, № 86 от 17.02.1972
- Чулково, Миловский с/с, № 86 от 17.02.1972
- Церковново, Седельницкий с/с, № 25/17 от 16.12.1975
- Шимаханки, Шатровский с/с, № 269 от 9.04.1974
- Юрьево-Второе, Миловский с/с, № 809 от 9.12.1974

### Лежневский район
- Авдотцыно Малое, Чёрнцкий с/с, № 483 от 26.10.1964
- Антухово, Лежневский с/с, № 483 от 26.10.1964
- Ануфриево, Воскресенский с/с, № 86 от 17.02.1972
- Вельково, Златоустовский с/с, № 21/16 от 12.12.1977
- Высоково, Щаповский с/с, № 483 от 26.10.1964
- Голиковка, Воскресенский с/с, № 20/11 от 15.11.1976
- Григорово, Лежневский с/с, № 86 от 17.02.1972
- Емельянки, Лежневский с/с, № 86 от 17.02.1972
- Заболотново, Чёрнцкий с/с, № 20/11 от 15.11.1976
- Исаково, Михеевский с/с, № 483 от 26.10.1964
- Клетищи, Растилковский с/с, № 17/9 от 11.11.1979
- Кукарино, Задниковский с/с, № 25/17 от 16.12.1975
- Лепешки, Чёрнцкий с/с, № 338 от 21.12.1981
- Ломы, Чёрнцкий с/с, № 20/11 от 15.11.1976
- Мальцево, Лежневский с/с, № 664 от 20.11.1972
- Марковицы, Щаповский с/с, № 20/11 от 15.11.1976
- п. Михеевского ДОЗа, Растилковский с/с, № 20/11 от 15.11.1976
- Наседки, Лежневский с/с, № 483 от 26.10.1964
- Пальцево Большое, Сабиновский с/с, № 152 от 17.07.1997
- Пальцево Малое, Анисимовский с/с, № 483 от 26.10.1964
- Папулино, Анисимовский с/с, № 664 от 20.11.1972
- Пахота, Анисимовский с/с, № 86 от 17.02.1972
- Пежа, Задниковский с/с, № 25/17 от 16.12.1975
- Перевозново, Щаповский с/с, № 86 от 17.02.1972
- Перепечино Малое, Лежневский с/с, № 483 от 26.10.1964
- Пестрецы, Чёрнцкий с/с, № 17/9 от 11.11.1979
- Пещериха, Растилковский с/с, № 9/20 от 24.04.1978
- Развалиха, Растилковский с/с, № 9/20 от 24.04.1978 СУЩЕСТВУЕТ?
- Романово, Златоустовский с/с, № 483 от 26.10.1964
- Седиково, Растилковский с/с, № 664 от 20.11.1972
- Соловариха, Анисимовский с/с, № 664 от 20.11.1972
- Стареево, Рожновский с/с, № 483 от 26.10.1964
- Тимонино, Воскресенский с/с, № 809 от 9.12.1974
- п. Лежневской фабрики, Чёрнцкий с/с, № 20/11 от 15.11.1976
- Хонино, Анисимовский с/с, № 483 от 26.10.1964
- Щитницы, Лежневский с/с, № 483 от 26.10.1964

### Лухский район
- Алексино, Кузьминский с/с, № 242 от 29.10.1993
- Алексино, Худынский с/с, № 528 от 25.12.1957
- Арефино, Благовещенский с/с, № 21/16 от 12.12.1977
- Артёмово, Рябовский с/с, № 86 от 17.02.1972
- Артюхино, Порздневский с/с, № 43 от 27.01.1986
- Архангельское, Кузьминский с/с, № 342 от 2.11.1983
- Астафинская, Порздневский с/с, № 43 от 27.01.1986
- Афонино, Порздневский с/с, № 43 от 27.01.1986
- Бакуниха Малая, Бакуновский с/с, № 664 от 20.11.1972
- Башкино, Нововоскресенский с/с, № 483 от 26.10.1964
- Безводново, Нововоскресенский с/с, № 483 от 26.10.1964
- Безумново Большое, Благовещенский с/с, № 483 от 26.10.1964
- Безумново Малое, Благовещенский с/с, № 483 от 26.10.1964
- Белая, Быковский с/с, № 9/20-1 от 24.04.1978
- Белевский, Бакуновский с/с, № 528 от 25.12.1957
- Бердниково, Порздневский с/с, № 86 от 17.02.1972
- Богданово, Рябовский с/с, № 152 от 17.07.1997
- Болдырева Пустынь, Благовещенский с/с, № 528 от 25.12.1957
- Бородулино, Макаровский с/с, № 483 от 26.10.1964
- Брунеево, Макаровский с/с, № 528 от 25.12.1957
- Будаи, Быковский с/с, № 242 от 29.10.1993
- Бурдино, Тимирязевский с/с, № 166 от 25.07.1983
- Бычиха, Порздневский с/с, № 86 от 17.02.1972
- Вишня Малая, Быковский с/с, № 86 от 17.02.1972
- Владелиновка, Петельниковский с/с, № 528 от 25.12.1957
- Власово, Быковский с/с, № 242 от 29.10.1993
- Вознесенье, Кузьминский с/с, № 528 от 25.12.1957
- Воробино, Благовещенский с/с, № 86 от 17.02.1972
- Гари, Кузьминский с/с, № 342 от 2.11.1983
- Гари Большие, Порздневский с/с, № 664 от 20.11.1972
- Георгиевское , Бакуновский с/с, № 86 от 17.02.1972
- Голубцы, Нововоскресенский с/с, № 483 от 26.10.1964
- Грибатинская, Порздневский с/с, № 9/20-1 от 24.04.1978
- Доровское, Порздневский с/с, № 86 от 17.02.1972
- Дрязгово, Порздневский с/с, № 242 от 29.10.1993
- Дьяково, Порздневский с/с, № 528 от 25.12.1957
- Дьяконово, Слободкинский с/с, № 43 от 27.01.1986
- Ерёмино (Еремино), Худынский с/с, № 86 от 17.02.1972
- Еронино, Порздневский с/с, № 21/16 от 12.12.1977
- Загуменниково, Бакуновский с/с, № 528 от 25.12.1957
- Заречье, Благовещенский с/с, № 528 от 25.12.1957
- Ивашково, Благовещенский с/с, № 43 от 27.01.1986
- Ильдово Большое, Быковский с/с, № 242 от 29.10.1993
- Ильдово Малое, Быковский с/с, № 86 от 17.02.1972
- Камень, Худынский с/с, № 528 от 25.12.1957
- Карпово, Порздневский с/с, № 86 от 17.02.1972
- Китиха, Нововоскресенский с/с, № 809 от 9.12.1974
- Ковырино, Худынский с/с, № 21/16 от 12.12.1977
- Кокурина, Макаровский с/с, № 483 от 26.10.1964
- Колово, Порздневский с/с, № 528 от 25.12.1957
- Колотилово, Нововоскресенский с/с, № 86 от 17.02.1972
- Крутово, Порздневский с/с, № 86 от 17.02.1972
- Кувшиновский, Бакуновский с/с, № 528 от 25.12.1957
- Кузино, Порздневский с/с, № 43 от 27.01.1986
- Кузьмино, Благовещенский с/с, № 86 от 17.02.1972
- Кузьмино, Худынский с/с, № 342 от 2.11.1983
- Кунинская, Макаровский с/с, № 483 от 26.10.1964
- Курбанино, Порздневский с/с, № 809 от 9.12.1974
- Лисенки, Нововоскресенский с/с, № 43 от 27.01.1986
- Лубеньки Малые, Рябовский с/с, № 483 от 26.10.1964
- Любимово, Благовещенский с/с, № 528 от 25.12.1957
- Любимово, Порздневский с/с, № 242 от 29.10.1993
- Макарьево, Быковский с/с, № 809 от 9.12.1974
- Маково, Бакуновский с/с, № 528 от 25.12.1957
- Малиново, Благовещенский с/с, № 528 от 25.12.1957
- Маньшино Малое, Нововоскресенский с/с, № 483 от 26.10.1964
- Марьино, Нововоскресенский с/с, № 528 от 25.12.1957
- Матюгино, Кузьминский с/с, № 483 от 26.10.1964
- Медведево, Благовещенский с/с, № 43 от 27.01.1986
- Моденовская, Порздневский с/с, № 43 от 27.01.1986 СУЩЕСТВУЕТ
- Молябуха Малая, Бакуновский с/с, № 483 от 26.10.1964
- Мордаково, Нововоскресенский с/с, № 483 от 26.10.1964
- Мосеиха Большая, Быковский с/с, № 242 от 29.10.1993
- Мосеиха Малая, Быковский с/с, № 483 от 26.10.1964
- Новиково, Бакуновский с/с, № 483 от 26.10.1964
- Новосёлки, Рябовский с/с, № 21/16 от 12.12.1977
- Огурцово, Кузьминский с/с, № 86 от 17.02.1972
- Оладово, Благовещенский с/с, № 81 от 25.05.1984
- Осипово, Макаровский с/с, № 528 от 25.12.1957
- Ошасты Малые, Быковский с/с, № 17/9 от 11.11.1979
- Палкино, Нововоскресенский с/с, № 528 от 25.12.1957
- Панино, Макаровский с/с, № 528 от 25.12.1957
- Панинская, Порздневский с/с, № 809 от 9.12.1974
- Панфилово, Рябовский с/с, № 43 от 27.01.1986
- Панькино, Нововоскресенский с/с, № 86 от 17.02.1972
- Паршино, Худынский с/с, № 809 от 9.12.1974
- Первунино Малое, Быковский с/с, № 483 от 26.10.1964
- Петелино, Благовещенский с/с, № 528 от 25.12.1957
- Подвигалово, Тимирязевский с/с, № 342 от 2.11.1983
- Покров-Кельна, Петельниковский с/с, № 528 от 25.12.1957
- Половинкино, Кузьминский с/с, № 86 от 17.02.1972
- Попово, Слободкинский с/с, № 43 от 27.01.1986
- Починок Ермаков, Нововоскресенский с/с, № 86 от 17.02.1972
- Пречистое, Нововоскресенский с/с, № 528 от 25.12.1957
- Приправино, Благовещенский с/с, № 43 от 27.01.1986
- Противново, Благовещенский с/с, № 86 от 17.02.1972
- Прошино, Благовещенский с/с, № 528 от 25.12.1957
- Рославский, Бакулинский с/с, № 528 от 25.12.1957
- Рудино, Рябовский с/с, № 86 от 17.02.1972
- Ряполово, Кузьминский с/с, № 809 от 9.12.1974
- Савино, Порздневский с/с, № 177 от 1.06.1981
- Савино-Клюкино, Порздневский с/с, № 86 от 17.02.1972
- Санкино, Порздневский с/с, № 86 от 17.02.1972
- Севастьяниха, Благовещенский с/с, № 20/11 от 15.11.1976
- Столбово, Порздневский с/с, № 86 от 17.02.1972
- Стулово, Быковский с/с, № 809 от 9.12.1974
- Стрюково, Благовещенский с/с, № 21/16 от 12.12.1977
- Стрюково, Макаровский с/с, № 483 от 26.10.1964
- Суровец, Порздневский с/с, № 242 от 29.10.1993
- Суслиха, Порздневский с/с, № 9/20-1 от 24.04.1978
- Сутягино, Быковский с/с, № 483 от 26.10.1964
- Татариха, Тимирязевский с/с, № 483 от 26.10.1964
- Трехвражново, Благовещенский с/с, № 483 от 26.10.1964
- Тюрино, Макаровский с/с, № 483 от 26.10.1964
- Уланиха, Порздневский с/с, № 809 от 9.12.1974
- Ульяниха, Нововоскресенский с/с, № 86 от 17.02.1972
- Упрелово, Порздневский с/с, № 86 от 17.02.1972
- Федоровка, Благовещенский с/с, № 9/20-1 от 24.04.1978
- Фефеловка, Порздневский с/с, № 20/11 от 15.11.1976
- Фомино, Порздневский с/с, № 86 от 17.02.1972
- Хреновская, Макаровский с/с, № 483 от 26.10.1964
- Чёрная, Порздневский с/с, № 43 от 27.01.1986
- Чёрная Большая, Быковский с/с, № 242 от 29.10.1993
- Чёрная Малая, Быковский с/с, № 483 от 26.10.1964
- Шадрино, Худынский с/с, № 528 от 25.12.1957
- Шиловка, Порздневский с/с, № 86 от 17.02.1972
- Шитяково, Нововоскресенский с/с, № 528 от 25.12.1957
- Юринская, Порздневский с/с, № 17/9 от 11.11.1979
- Яковская, Порздневский с/с, № 21/16 от 12.12.1977
- Якушево, Порздневский с/с, № 342 от 2.11.1983
- Якуши Большие, Быковский с/с, № 483 от 26.10.1964
- Якуши Малые, Быковский с/с, № 483 от 26.10.1964

### Палехский район
- Бакланиха, Пеньковский с/с, № 483 от 26.10.1964
- Бакшеево, Осиновецкий с/с, № 483 от 26.10.1964
- Березовец, Осиновецкий с/с, № 809 от 9.12.1974
- Блохино, Клетинский с/с, № 528 от 25.12.1957
- Деменьково, Осиновецкий с/с, № 438 от 30.10.1989
- Емельяниха, Осиновецкий с/с, № 269 от 9.04.1974
- Завражье, Майдаковский с/с, № 483 от 26.10.1964
- Залесье Малое, Сакулинский с/с, № 483 от 26.10.1964
- Землянка Куракинская, Тименский с/с, № 528 от 25.12.1957
- Зимницы Большие, Пановский с/с, № 483 от 26.10.1964
- Зыково, Сакулинский с/с, № 438 от 30.10.1989
- Калиниха, Верзякинский с/с, № 528 от 25.12.1957
- Клетнево, Осиновецкий с/с, № 20/11 от 15.11.1976
- Конопляново, Осиновецкий с/с, № 17/9 от 11.11.1979 СУЩЕСТВУЕТ?
- Лопатино, Клетинский с/с, № 528 от 25.12.1957
- Лужки, Осиновецкий с/с, № 809 от 9.12.1974
- Лыково, Осиновецкий с/с, № 20/11 от 15.11.1976
- Медведниково, Сакулинский с/с, № 528 от 25.12.1957
- Морозиха, Осиновецкий с/с, № 483 от 26.10.1964
- Никола-Пение, Подолинский с/с, № 627 от 1.11.1968
- Николаевка, Раменский с/с, № 483 от 26.10.1964
- Ново, Верзякинский с/с, № 483 от 26.10.1964
- Новая, Пеньковский с/с, № 483 от 26.10.1964
- Павлово, Сакулинский с/с, № 438 от 30.10.1989
- Паново Малое, Пановский с/с, № 483 от 26.10.1964
- Плешково, Клетинский с/с, № 152 от 17.07.1997
- Поддубново, Пановский с/с, № 152 от 17.07.1997
- Подлесново, Осиновецкий с/с, № 809 от 9.12.1974
- Починок, Верзякинский с/с, № 20/11 от 15.11.1976
- Развалихино, Клетинский с/с, № 152 от 17.07.1997
- Савино, Сакулинский с/с, № 20/11 от 15.11.1976
- Среднево Малое, Осиновецкий с/с, № 86 от 17.02.1972
- Стамижарка, Майдаковский с/с, № 483 от 26.10.1964
- Стрюково, Малиновский с/с, № 483 от 26.10.1964
- Суково, Тименский с/с, № 483 от 26.10.1964
- Терехово, Подолинский с/с, № 20/11 от 15.11.1976
- Углецы Большие, Верзякинский с/с, № 483 от 26.10.1964
- Угольный, Тименский с/с, № 528 от 25.12.1957
- Усадьба артели «Коммунар», Пеньковский с/с, № 528 от 25.12.1957
- Филино, Сакулинский с/с, № 809 от 9.12.1974
- Харино, Малиновский с/с, № 86 от 17.02.1972
- Хотеново, Осиновецкий с/с, № 20/11 от 15.11.1976 СУЩЕСТВУЕТ?
- Царьково, Подолинский с/с, № 528 от 25.12.1957
- Чалово, Верзякинский с/с, № 528 от 25.12.1957
- Шалахино, Осиновецкий с/с, № 17/9 от 11.11.1979
- Шамово, Верзякинский с/с, № 86 от 17.02.1972
- Шихири, Пеньковский с/с, № 483 от 26.10.1964
- Юрилово, Верзякинский с/с, № 17/9 от 11.11.1979
- Яркино — 2002 год[источник?].

### Пестяковский район
Исчезнувшие населённые пункты Ивановской области/Пестяковский район:
- Аксениха, Филятский с/с, № 9/20-1 от 24.04.1978
- Алёшиха, Порошинский с/с, № 429 от 16.10.1957
- Алфёрово, Демидовский с/с, № 429 от 16.10.1957
- Анискино, Пестяковский с/с, № 39 от 26.01.1987
- Антоново, Мордвиновский с/с, № 39 от 26.01.1987
- Афрося, Шалаевский с/с, № 17/9 от 11.11.1979
- Бараки дороги (ледянки), Неверово-Слободский с/с, № 429 от 16.10.1957
- Бараки кирпичного завода, Демидовский с/с, № 429 от 16.10.1957
- Баранята, Шалаевский с/с, № 17/9 от 11.11.1979
- Беклемищи Большие, Беклемищинский с/с, № 483 от 26.10.1964
- Беклемищи Средние, Беклемищинский с/с, № 483 от 26.10.1964
- Беклемищи Малые, Беклемищинский с/с, № 20/11 от 15.11.1976
- Березники, Беклемищинский с/с, № 429 от 16.10.1957
- Блиново, Нижнеландеховский с/с, № 17/9 от 11.11.1979
- Боково, Беклемищинский с/с, № 133 от 8.06.1995
- Борисово Большое, Пестяховский с/с, № 86 от 17.02.1972
- Борисово Малое, Пестяховский с/с, № 86 от 17.02.1972
- Борьково, Мордвиновский с/с, № 429 от 16.10.1957
- Ванино, Неверово-Слободский с/с, № 429 от 16.10.1957
- Василево, Алехинский с/с, № 9/20-1 от 24.04.1978
- Вахутино, Алехинский с/с, № 39 от 26.01.1987
- Внуково, Порошинский с/с, № 429 от 16.10.1957
- Ворона, Шалаевский с/с, № 429 от 16.10.1957
- Воронята, Неверово-Слободский с/с, № 429 от 16.10.1957
- Восемушки, Порошинский с/с, № 429 от 16.10.1957
- Выползово, Нижнеландеховский с/с, № 809 от 9.12.1974
- Высоково Заднее, Шалаевский с/с, № 20/11 от 15.11.1976
- Высоково Среднее, Шалаевский с/с, № 342 от 2.11.1983
- Высоково Малое, Шалаевский с/с, № 483 от 26.10.1964
- Гавриловская, Филятский с/с, № 133 от 8.06.1995
- Ганино, Филятский с/с, № 429 от 16.10.1957
- Гари, Беклемищинский с/с, № 152 от 17.07.1997
- Гмызино, Вербинский с/с, № 483 от 26.10.1964
- Голенково, сельсовет р. п. Пестяки, № 86 от 17.02.1972
- Голчино, Вербинский с/с, № 429 от 16.10.1957
- Гора-Сторожка, Нижнеландеховский с/с, № 86 от 17.02.1972
- Горки, сельсовет р. п. Пестяки, № 86 от 17.02.1972
- Горки, Порошинский с/с, № 86 от 17.02.1972
- Горята, Пестяковский с/с, № 86 от 17.02.1972
- Гришино, Нижнеландеховский с/с, № 20/11 от 15.11.1976
- Гудково Большое, Пестяковский с/с, № 86 от 17.02.1972
- Гудково Малое, Вербинский с/с, № 429 от 16.10.1957
- Гуляево, Беклемищинский с/с, № 152 от 17.07.1997
- Давыдовка, Алехинский с/с, № 39 от 26.01.1987
- Дерябино, Нижнеландеховский с/с, № 20/11 от 15.11.1976
- Деяново, Пестяковский с/с, № 429 от 16.10.1957
- Долгий Луг, Шалаевский с/с, № 21/16 от 12.12.1977
- Домнино, Неверово-Слободский с/с, № 133 от 8.06.1995
- Доронино, сельсовет р. п. Пестяки, № 86 от 17.02.1972
- Дружинино, Филятский с/с, № 429 от 16.10.1957
- Дубята, Нижнеландеховский с/с, № 483 от 26.10.1964
- Дудята, Беклемищинский с/с, № 25/17 от 16.12.1975
- Дыриха, Беклемищинский с/с, № 86 от 17.02.1972
- Ермаково, Нижнеландеховский с/с, № 20/11 от 15.11.1976
- Есино, Неверово-Слободский с/с, № 86 от 17.02.1972
- Жабки Малые, Мордвиновский с/с, № 429 от 16.10.1957
- Загарье, Нижнеландеховский с/с, № 39 от 26.01.1987
- Запурешье, Пестяковский с/с, № 17/9 от 11.11.1979
- Захарово, Мордвиновский с/с, № 429 от 16.10.1957
- Ивановская, Филятский с/с, № 9/20-1 от 24.04.1978
- Ильино, Пестяковский с/с, № 86 от 17.02.1972
- Ионово, Нижнеландеховский с/с, № 17/9 от 11.11.1979
- Исаково, Нижнеландеховский с/с, № 483 от 26.10.1964
- Калинино, Порошинский с/с, № 809 от 9.12.1974
- ст. Калининская, Порошинский с/с, № 429 от 16.10.1957
- Каменка, Беклемищинский с/с, № 20/11 от 15.11.1976
- Климово, Нижнеландеховский с/с, № 86 от 17.02.1972
- Кожаново, Беклемищинский с/с, № 39 от 26.01.1987
- Козлово, Филятский с/с, № 483 от 26.10.1964
- Колпачиха, Порошинский с/с, № 86 от 17.02.1972
- ст. Кондыриха, Демидовский с/с, № 429 от 16.10.1957
- Копылово, Порошинский с/с, № 429 от 16.10.1957
- Коротково, Шалаевский с/с, № 20/11 от 15.11.1976
- Костино, Пестяковский с/с, № 86 от 17.02.1972
- Кочата, Вербинский с/с, № 429 от 16.10.1957
- Крапивново, Неверово-Слободский с/с, № 86 от 17.02.1972
- Красуля, Пестяковский с/с, № 429 от 16.10.1957
- Кулиги, Порошинский с/с, № 429 от 16.10.1957
- Кулыево, Порошинский с/с, № 483 от 26.10.1964
- Купалищи, Мордвиновский с/с, № 133 от 8.06.1995
- Купениха, Шалаевский с/с, № 39 от 26.01.1987
- Лаврово, Филятский с/с, № 429 от 16.10.1957
- Лаганята, Пестяковский с/с, № 86 от 17.02.1972
- Ларино, Вербинский с/с, № 483 от 26.10.1964
- Левино, Пестяковский с/с, № 21/16 от 12.12.1977
- Леднята, Порошинский с/с, № 86 от 17.02.1972
- Липки, Шалаевский с/с, № 39 от 26.01.1987
- Липки-Сторожка, Нижнеландеховский с/с, № 86 от 17.02.1972
- Логиново, Порошинский с/с, № 429 от 16.10.1957
- Луполово, сторожка, Неверово-Слободский с/с, № 86 от 17.02.1972
- Лязгино, Шалаевский с/с, № 39 от 26.01.1987
- Мазята, Нижнеландеховский с/с, № 86 от 17.02.1972
- Макарово, Алехинский с/с, № 20/11 от 15.11.1976
- Макарята, Пестяковский с/с, № 429 от 16.10.1957
- Малахово, Демидовский с/с, № 429 от 16.10.1957
- Малышата, Вербинский с/с, № 429 от 16.10.1957
- Марково, Нижнеландеховский с/с, № 86 от 17.02.1972
- Михалиха, Пестяковский с/с, № 429 от 16.10.1957
- Митино, Вербинский с/с, № 429 от 16.10.1957
- Митинская, Пестяковский с/с, № 39 от 26.01.1987
- Молчаново, Порошинский с/с, № 429 от 16.10.1957
- Мохнево, Нижнеландеховский с/с, № 39 от 26.01.1987
- Надежда, Неверово-Слободский с/с, № 429 от 16.10.1957
- Нестерово, Нижнеландеховский с/с, № 133 от 8.06.1995
- п. Нешинская, Неверово-Слободский с/с, № 86 от 17.02.1972
- Никитино, Неверово-Слободский с/с, № 429 от 16.10.1957
- Норогово, Мордвиновский с/с, № 9/20-1 от 24.04.1978
- Обрядино, Нижнеландеховский с/с, № 25/17 от 16.12.1975
- Оранки, Нижнеландеховский с/с, № 483 от 26.10.1964
- Патреево Малое, Пестяковский с/с, № 9/20-1 от 24.04.1978
- Пахирево, Мордвиновский с/с, № 429 от 16.10.1957
- Персиково, Филятский с/с, № 429 от 16.10.1957
- Петровка, Порошинский с/с, № 483 от 26.10.1964
- Погорелка, Порошинский с/с, № 86 от 17.02.1972
- Полощаево, Неверово-Слободский с/с, № 429 от 16.10.1957
- Потанино, Алехинский с/с, № 20/11 от 15.11.1976
- Потехино, Алехинский с/с, № 133 от 8.06.1995
- Починок, Неверово-Слободский с/с, № 177 от 1.06.1981
- Прудки, Шалаевский с/с, № 86 от 17.02.1972
- Пруды, Алехинский с/с, № 9/20-1 от 24.04.1978
- Пустобаиха, Мордвиновский с/с, № 429 от 16.10.1957
- Пяхрево, Демидовский с/с, № 429 от 16.10.1957
- Рычагово, Шалаевский с/с, № 809 от 9.12.1974
- Савинская, Алехинский с/с, № 342 от 2.11.1983
- Селиваново, Демидовский с/с, № 429 от 16.10.1957
- Серково, Мордвиновский с/с, № 9/20-1 от 24.04.1978
- Сковородино, Алехинский с/с, № 9/20-1 от 24.04.1978
- Скорынино, Шалаевский с/с, № 86 от 17.02.1972
- Смыково, Вербинский с/с, № 483 от 26.10.1964
- Соболята, Нижнеландеховский с/с, № 86 от 17.02.1972
- Соколята, Шалаевский с/с, № 39 от 26.01.1987
- Сорычево, Порошинский с/с, № 86 от 17.02.1972
- Сосновец, Нижнеландеховский с/с, № 86 от 17.02.1972
- Сосновка, Мордвиновский с/с, № 429 от 16.10.1957
- Станки, Шалаевский с/с, № 17/9 от 11.11.1979
- Степаново, Алехтинский с/с, № 39 от 26.01.1987
- Стрелка Малая, Беклемищинский с/с, № 20/11 от 15.11.1976
- Татары, Нижнеландеховский с/с, № 483 от 26.10.1964
- Терехино, Демидовский с/с, № 429 от 16.10.1957
- Терехово, Порошинский с/с, № 86 от 17.02.1972
- Тимаково, Шалаевский с/с, № 133 от 8.06.1995
- Трусино, Филятский с/с, № 429 от 16.10.1957
- Тупицыно, Мордвиновский с/с, № 429 от 16.10.1957
- Ушево, Нижнеландеховский с/с, № 86 от 17.02.1972
- Фатеи, Филятский с/с, № 429 от 16.10.1957
- Федино, Шалаевский с/с, № 429 от 16.10.1957
- Филисово, Нижнеландеховский с/с, № 21/16 от 12.12.1977
- Хантурино, Филятский с/с, № 429 от 16.10.1957
- Хмельничново, Мордвиновский с/с, № 86 от 17.02.1972
- Холмы, Нижнеландеховский с/с, № 133 от 8.06.1995
- Хомутово, Мордвиновский с/с, № 429 от 16.10.1957
- Хрипуниха, Мордвиновский с/с, № 429 от 16.10.1957
- Хричево, Неверово-Слободский с/с, № 429 от 16.10.1957
- Чурбаново, Шалаевский с/с, № 86 от 17.02.1972
- Шишелово, Нижнеландеховский с/с, № 17/9 от 11.11.1979
- Щетинино, Пестяковский с/с, № 86 от 17.02.1972
- Яблоново, Порошинский с/с, № 429 от 16.10.1957
- ст. Якушино, Неверово-Слободский с/с, № 429 от 16.10.1957
- Ярушино, Нижнеландеховский с/с, № 133 от 8.06.1995
- Ярята, Алехинский с/с, № 152 от 17.07.1997
- Яшино, Вербинский с/с, № 483 от 26.10.1964

### Приволжский район
Исчезнувшие населённые пункты Ивановской области/Приволжский район:
- п. Алабуга, Горшковский с/с, № 483 от 26.10.1964
- Алексеевское Новое, Кунестинский с/с, № 402 от 19.12.1985
- Анфимово, Кунестинский с/с, № 483 от 26.10.1964
- Балова (сторожка), Горшковский с/с, № 86 от 17.02.1972
- Безымяниха, Горшковский с/с, № 483 от 26.10.1964
- Брянцево, Красинский с/с, № 483 от 26.10.1964
- Внуково, Толпыгинский с/с, № 809 от 9.12.1974
- Ворсино, Креневский с/с, № 809 от 9.12.1974
- Горочки, Рождественский с/с, № 86 от 17.02.1972
- Гритьково, Рождественский с/с, № 21/16 от 12.12.1977
- Дроздиха, Красинский с/с, № 827 от 16.12.1974
- Золотуха, Красинский с/с, № 483 от 26.10.1964
- Иваниха, Красинский с/с, № 483 от 26.10.1964
- Ильинское, Горко-Чириковский с/с, № 483 от 26.10.1964
- Исаково, Толпыгинский с/с, № 342 от 2.11.1983
- Катуново, Красинский с/с, № 483 от 26.10.1964
- Кафино, Рождественский с/с, № 17/9 от 11.11.1979
- Кузьмино, Горко-Чириковский с/с, № 342 от 2.11.1983
- п. Кирпичного завода, Горшковский с/с, № 429 от 16.10.1957
- п. Кирпичного завода, Рождественский с/с, № 429 от 16.10.1957
- Кожина, Горшковский с/с, № 86 от 17.02.1972
- «Красный Пахарь», Горшковский с/с, № 429 от 16.10.1957
- Кривоносово, Кунестинский с/с, № 483 от 26.10.1964
- Кривцово, Рождественский с/с, № 86 от 17.02.1972
- Крупышево, Толпыгинский с/с, № 483 от 26.10.1964
- Кулаково, Кунестинский с/с, № 86 от 17.02.1972
- Малахово, Рождественский с/с, № 483 от 26.10.1964
- Максимово, Ингарский с/с, № 17/9 от 11.11.1979
- Медягино, Толпыгинский с/с, № 17/9 от 11.11.1979
- Михалёво, Креневский с/с, № 483 от 26.10.1964
- Мытищи, Рождественский с/с, № 809 от 9.12.1974
- Никольское, Креневский с/с, № 429 от 16.10.1957
- Павлово, Плесский с/с, № 342 от 2.11.1983
- Пеньки Малые, Горшковский с/с, № 483 от 26.10.1964
- Погост, Горшковский с/с, № 809 от 9.12.1974
- Покровское, Новский с/с, № 17/9 от 11.11.1979
- Прудское, Горшковский с/с, № 86 от 17.02.1972
- Ратово, Ингарский с/с, № 342 от 2.11.1983
- Ребряково, Ингарский с/с, № 342 от 2.11.1983
- Рогулово, Рождественский с/с, № 429 от 16.10.1957
- Рождествено, Креневский с/с, № 809 от 9.12.1974
- Ряполово, Горко-Чириковский с/с, № 429 от 16.10.1957
- Семенково, Рождественский с/с, № 86 от 17.02.1972
- Симониха, Рождественский с/с, № 342 от 2.11.1983
- Субботино, Креневский с/с, № 483 от 26.10.1964
- Умильево, Красинский с/с, № 86 от 17.02.1972
- Федориха, Рождественский с/с, № 318 от 22.10.1986
- Фомицыно, Плесский с/с, № 342 от 2.11.1983
- Чешково, Красинский с/с, № 86 от 17.02.1972
- Юрсино, Креневский с/с, № 483 от 26.10.1964
- Яблокова, Креневский с/с, № 86 от 17.02.1972
- Ярцево, Рождественский с/с, № 86 от 17.02.1972

### Пучежский район
Исчезнувшие населённые пункты Ивановской области/Пучежский район:
- Абызиха, Зарайский с/с, № 25/17 от от 16.12.1975
- Алексино, Сеготский с/с, № 483 от 26.10.1964
- Андронниково, Мортковский с/с, № 19 от 15.01.1958
- Арефино, Зарайский с/с, № 318 от 22.10.1986
- Бабарычиха, Кандауровский с/с, № 152 от 17.07.1997
- Бабиха, Мортковский с/с, № 483 от 26.10.1964
- Балтуниха, Затеихинский с/с, № 483 от 26.10.1964
- Банничиха, Сеготский с/с, № 25/17 от от 16.12.1975
- Безводново, Зарайский с/с, № 17/9 от 11.11.1979
- Белово, Сеготский с/с, № 152 от 17.07.1997
- Беловская, Летневский с/с, № 86 от 17.02.1972
- Беспуткино, Кандауровский с/с, № 809 от 9.12.1974
- Блошиха, Лужинковский с/с, № 86 от 17.02.1972
- Букакино, Сеготский с/с, № 483 от 26.10.1964
- Верещагино, Зарайский с/с, № 19 от 15.01.1958 СУЩЕСТВУЕТ
- Выдрино, Сеготский с/с, № 19 от 15.01.1958
- Высоково, Зарайский с/с, № 152 от 17.07.1997
- Высоково, Мортковский с/с, № 19 от 15.01.1958
- Гнусиха, Сеготский с/с, № 152 от 17.07.1997
- Голицына, Петровский с/с, № 152 от 17.07.1997
- Голодаиха, Лужинковский с/с, № 483 от 26.10.1964
- Голяткино, Дубновский с/с, № 483 от 26.10.1964
- Горбуниха, Сеготский с/с, № 20/11 от 15.11.1976
- Горелки Малые, Кандауровский с/с, № 19 от 15.01.1958
- Горки, Кандауровский с/с, № 21/16 от 12.12.1977
- Горшенино, Лужинковский с/с, № 483 от 26.10.1964
- Гребенкино, Илья-Высоковский с/с, № 809 от 9.12.1974
- Гребешки, Марищинский с/с, № 17/9 от 11.11.1979
- Гремячево Нижнее, Дубновский с/с, № 86 от 17.02.1972
- Гусельниково, Дубновский с/с, № 483 от 26.10.1964
- Дарьино, Дубновский с/с, № 664 от 20.11.1972
- Денисово, Петровский с/с, № 483 от 26.10.1964
- Дмитриево Малое, Мортковский с/с, № 19 от 15.01.1958
- Дряницыно, Петровский с/с, № 483 от 26.10.1964
- Дубново, Сеготский с/с, № 20/11 от 15.11.1976
- Дулово, Сеготский с/с, № 483 от 26.10.1964
- Дьяконово, Сеготский с/с, № 483 от 26.10.1964
- Забегаево, Зарайский с/с, № 483 от 26.10.1964
- Занкино, Зарайский с/с, № 152 от 17.07.1997
- Зелениха Лесная, Илья-Высоковский с/с, № 483 от 26.10.1964
- Зелениха Ячменная, Илья-Высоковский с/с, № 86 от 17.02.1972
- Ивакино, Мортковский с/с, № 152 от 17.07.1997
- Иголкино, Лужинковский с/с, № 483 от 26.10.1964
- Истомиха, Летневский с/с, № 86 от 17.02.1972
- Камешки Малые, Марищинский с/с, № 483 от 26.10.1964
- Кандаурово, Кандауровский с/с, № 483 от 26.10.1964
- Канашиха, Сеготский с/с, № 483 от 26.10.1964
- Капустиха, Дубновский с/с, № 19 от 15.01.1958
- Карманиха, Сеготский с/с, № 483 от 26.10.1964
- Киселиха, Дубновский с/с, № 21/16 от 12.12.1977
- Климушино Малое, Дубновский с/с, № 483 от 26.10.1964
- Кобелиха, Лужинковский с/с, № 86 от 17.02.1972
- Колодезное, Дубновский с/с, № 318 от 22.10.1986
- Копытиха, Мортковский с/с, № 19 от 15.01.1958
- Кочино, Илья-Высоковский с/с, № 483 от 26.10.1964
- Красново, Кандауровский с/с, № 152 от 17.07.1997
- Комарово-Негино, Зарайский с/с, № 342 от 2.11.1983
- Кошкодариха, Мортковский с/с, № 152 от 17.07.1997
- Крупкино, Затеихинский с/с, № 483 от 26.10.1964
- Кувардино, Петровский с/с, № 483 от 26.10.1964
- Кулебякино, Петровский с/с, № 483 от 26.10.1964
- Курдино, Мортковский с/с, № 483 от 26.10.1964
- Лапшиха, Илья-Высоковский с/с, № 86 от 17.02.1972
- Левинка, Затеихинский с/с, № 809 от 9.12.1974
- Лешковка, Кандауровский с/с, № 483 от 26.10.1964
- Леняково, Мортковский с/с, № 483 от 26.10.1964
- Ломы Большие, Кандауровский с/с, № 483 от 26.10.1964
- Ломы Малые, Кандауровский с/с, № 483 от 26.10.1964
- Малое, Дубновский с/с, № 483 от 26.10.1964
- Маринки, Илья-Высоковский с/с, № 483 от 26.10.1964
- Мельковка, Кандауровский с/с, № 483 от 26.10.1964
- Михалково, Илья-Высоковский с/с, № 249 от 16.07.1990
- Молявино, Сеготский с/с, № 152 от 17.07.1997
- Мосеиха Малая, Кандауровский с/с, № 483 от 26.10.1964
- Москвитиха, Сеготский с/с, № 483 от 26.10.1964
- Мотки, Лужинковский с/с, № 152 от 17.07.1997
- Мухино, Кандауровский с/с, № 152 от 17.07.1997
- Мухино, Марищинский с/с, № 809 от 9.12.1974
- Нестерово, Дубновский с/с, № 483 от 26.10.1964
- Озерки, Затеихинский с/с, № 152 от 17.07.1997
- Окатиха, Сеготский с/с, № 152 от 17.07.1997
- Опалево, Петровский с/с, № 483 от 26.10.1964
- Осинская, Зарайский с/с, № 17/9 от 11.11.1979
- Останино, Мортковский с/с, № 318 от 22.10.1986
- Охлобучкино, Кандауровский с/с, № 152 от 17.07.1997
- Павелково, Мортковский с/с, № 483 от 26.10.1964
- Панаиха, Петровский с/с, № 483 от 26.10.1964
- Патрино, Кандауровский с/с, № 152 от 17.07.1997
- Пашкино, Зарайский с/с, № 483 от 26.10.1964
- Первяково, Зарайский с/с, № 342 от 2.11.1983
- Петрово Большое и Малое, Петровский с/с, № 483 от 26.10.1964
- Петухово, Зарайский с/с, № 17/9 от 11.11.1979
- Пивовариха, Зарайский с/с, № 25/17 от 16.12.1975
- Пинаиха, Петровский с/с, № 86 от 17.02.1972
- Пищулиха, Зарайский с/с, № 25/17 от 16.12.1975
- Подъерыкино, Дубновский с/с, № 483 от 26.10.1964
- Поповка, Кандауровский с/с, № 152 от 17.07.1997
- Пополино, Кандауровский с/с, № 21/16 от 12.12.1977
- Починок, Зарайский с/с, № 86 от 17.02.1972
- Починок-Павелково, Мортковский с/с, № 19 от 15.01.1958
- Починок-Хныгин, Затеихинский с/с, № 19 от 15.01.1958
- Проталиниха, Летневский с/с, № 809 от 9.12.1974
- Пруды, Сеготский с/с, № 19 от 15.01.1958
- Пустовое, Марищинский с/с, № 20/11 от 15.11.1976
- п. Пучежского леспромхоза, Затеихинский с/с, № 86 от 17.02.1972
- Решетиха, Лужинковский с/с, № 483 от 26.10.1964
- Рогулиха, Сеготский с/с, № 152 от 17.07.1997
- Савинская, Марищинский с/с, № 483 от 26.10.1964
- Святухино, Лужинковский с/с, № 483 от 26.10.1964
- Сениха, Мортковский с/с, № 483 от 26.10.1964
- Село Малое, Дубновский с/с, № 86 от 17.02.1972
- Сельцо Высоково, Мортковский с/с, № 19 от 15.01.1958
- Скоробогатово, Затеихинский с/с, № 17/9 от 11.11.1979
- Содомиха, Лужинковский с/с, № 483 от 26.10.1964
- Содомово, Петровский с/с, № 237 от 16.04.1970
- Столбиха, Мортковский с/с, № 19 от 15.01.1958
- Стрелка, Затеихинский с/с, № 483 от 26.10.1964
- Суматоха, Затеихинский с/с, № 809 от 9.12.1974
- Сычугино, Мортковский с/с, № 152 от 17.07.1997
- Тарасиха, Сеготский с/с, № 152 от 17.07.1997
- Татариново, Петровский с/с, № 483 от 26.10.1964
- Торопово, Сеготский с/с, № 809 от 9.12.1974
- Тренино, Мортковский с/с, № 86 от 17.02.1972
- Тяжельниково, Мортковский с/с, № 249 от 16.07.1990
- Уртьевская, Дубновский с/с, № 664 от 20.11.1972
- Фатьяново, Илья-Высоковский с/с, № 21/16 от 12.12.1977
- Фомино, Марищинский с/с, № 483 от 26.10.1964
- Хахалиха, Затеихинский с/с, № 483 от 26.10.1964
- Харитониха, Сеготский с/с, № 152 от 17.07.1997
- Хвощево, Кандауровский с/с, № 483 от 26.10.1964
- Хлызово, Кандауровский с/с, № 86 от 17.02.1972
- Чистобабье, Марищинский с/с, № 483 от 26.10.1964
- Чёрнышево, Мортковский с/с, № 19 от 15.01.1958
- Чубариха, Летневский с/с, № 86 от 17.02.1972
- Шаргатово, Мортковский с/с, № 342 от 2.11.1983
- Шепелиха, Летневский с/с, № 342 от 2.11.1983
- Шестаки, Кандауровский с/с, № 152 от 17.07.1997
- Шутово, Петровский с/с, № 483 от 26.10.1964
- Щукино, Илья-Высоковский с/с, № 483 от 26.10.1964

### Родниковский район
Исчезнувшие населённые пункты Ивановской области/Родниковский район:
- Абрамиха, Лежаховский с/с, № 86 от 17.02.1972
- Артемьево, Родниковский с/с, № 85 от 22.04.1999
- Баково, Тайманихский с/с, № 17/9 от 11.11.1979
- Балахонка, Малышевский с/с, № 17/9 от 11.11.1979
- Бараниха, Парский с/с, № 338 от 21.12.1981
- Батыево, Филисовский с/с, № 483 от 26.10.1964
- Белянкино, Малышевский с/с, № 483 от 26.10.1964
- Березники, Михайловский с/с, № 528 от 25.12.1957
- Боброково Малое, Тайманихский с/с, № 483 от 26.10.1964
- Большиково, Острецовский с/с, № 338 от 21.12.1981
- Борисиха, Филисовский с/с, № 483 от 26.10.1964
- Брюхово, Парский с/с, № 809 от 9.12.1974
- Буриха, Тайманихский с/с, № 17/9 от 11.11.1979
- Верхняя, Мальчихинский с/с, № 86 от 17.02.1972
- Вершина, Мальчихинский с/с, № 21/16 от 12.12.1977
- Высоково, Парский с/с, № 342 от 2.11.1983
- Гарелиха, Михайловский с/с, № 483 от 26.10.1964
- Гари, Парский с/с, № 86 от 17.02.1972
- Голянищево, Малышевский с/с, № 86 от 17.02.1972
- Горкино, Михайловский с/с, № 86 от 17.02.1972
- с. Горкино, Михайловский с/с, № 20/11 от 15.11.1976
- п. Горкинского химзавода, Михайловский с/с, № 86 от 17.02.1972
- п. Горкинского хозрасчетного участка, Михайловский с/с, № 17/9 от 11.11.1979
- Гремячево, Парский с/с, № 86 от 17.02.1972
- Гридкино, Болотновский с/с, № 85 от 22.04.1999
- Гулимово, Парский с/с, № 17/9 от 11.11.1979
- Гундриха, Михайловский с/с, № 342 от 2.11.1983
- Давыдково, Малышевский с/с, № 664 от 20.11.1972
- Долгово, Котихинский с/с, № 9/20-1 от 24.04.1978
- Дунильцево Малое, Парский с/с, № 483 от 26.10.1964
- Ельково, Куделинский с/с, № 483 от 26.10.1964
- Жары, Тайманихский с/с, № 86 от 17.02.1972
- Загорниха, Михайловский с/с, № 17/9 от 11.11.1979
- Зеленово, Парский с/с, № 318 от 22.10.1986
- Зименки, Парский с/с, № 17/9 от 11.11.1979
- Зыбино, Острецовский с/с, № 17/9 от 11.11.1979
- Иваниха, Хрипелевский с/с, № 17/9 от 11.11.1979
- Иваново, Михайловский с/с, № 20/11 от 15.11.1976
- Игнатово, Филисовский с/с, № 85 от 22.04.1999
- Кабаниха, Острецовский с/с, № 85 от 22.04.1999
- Калита, Мальчихинский с/с, № 86 от 17.02.1972
- Каменки Старые, Михайловский с/с, № 86 от 17.02.1972
- Кобелиха, Парский с/с, № 85 от 22.04.1999
- Кобяки, Филисовский с/с, № 318 от 22.10.1986
- Ковригино, Острецовский с/с, № 21/16 от 12.12.1977
- Колабродово, Филисовский с/с, № 338 от 21.12.1981
- Кощеиха, Михайловский с/с, № 483 от 26.10.1964
- Кузнецово, Острецовский с/с, № 483 от 26.10.1964
- Куренево, Михайловский с/с, № 9/20-1 от 24.04.1978
- Ломки, Малышевский с/с, № 483 от 26.10.1964
- Лыкосово, Хрипелевский с/с, № 86 от 17.02.1972
- Мамониха, Парский с/с, № 318 от 22.10.1986
- Матвейково, Острецовский с/с, № 338 от 21.12.1981
- Матвеиха, Филисовский с/с, № 17/9 от 11.11.1979
- Мирослово, Острецовский с/с, № 21/16 от 12.12.1977
- Морозиха, Парский с/с, № 342 от 2.11.1983
- Муравьево, Парский с/с, № 528 от 25.12.1957
- Мытницы, Тайманихский с/с, № 528 от 25.12.1957
- Надорожново, Парский с/с, № 318 от 22.10.1986
- Нестерово, Куделинский с/с, № 809 от 9.12.1974
- Нестерцево, Котихинский с/с, № 483 от 26.10.1964
- Нефедовка, Малышевский с/с, № 86 от 17.02.1972
- Никифорово, Воронцовский с/с, № 25/17 от 16.12.1975
- Новая, Михайловский с/с, № 17/9 от 11.11.1979
- Облиха, Родниковский с/с, № 85 от 22.04.1999
- Онучево Малое, Болотновский с/с, № 21/16 от 12.12.1977
- Пастуха, Куделинский с/с, № 86 от 17.02.1972
- Першино, Куделинский с/с, № 17/9 от 11.11.1979
- Пестово, Острецовский с/с, № 85 от 22.04.1999
- Подраменново, Лежаховский с/с, № 809 от 9.12.1974
- Подъельново, Малышевский с/с, № 85 от 22.04.1999
- Половчинново Малое, Малышевский с/с, № 483 от 26.10.1964
- Постоялиха, Тайманихский с/с, № 483 от 26.10.1964
- Поречье, Михайловский с/с, № 528 от 25.12.1957
- Починок, Котихинский с/с, № 9/20-1 от 24.04.1978
- Прислоново, Острецовский с/с, № 85 от 22.04.1999
- Проскурницы, Тайманихский с/с, № 17/9 от 11.11.1979
- Райки, Парский с/с, № 20/11 от 15.11.1976
- Репьево, Малышевский с/с, № 483 от 26.10.1964
- Рыжево, Тайманихский с/с, № 17/9 от 11.11.1979
- Самулиха, Парский с/с, № 318 от 22.10.1986
- Саулиха, Родниковский с/с, № 85 от 22.04.1999
- Сосновец, Малышевский с/с, № 20/11 от 15.11.1976
- Старниково, Парский с/с, № 483 от 26.10.1964
- Суровцево, Котихинский с/с, № 86 от 17.02.1972
- Суховка, Болотновский с/с, № 85 от 22.04.1999
- Терешково, Горко-Павловский с/с, № 664 от 20.11.1972
- Тониглово, Хрипелевский с/с, № 86 от 17.02.1972
- Устинково, Филисовский с/с, № 809 от 9.12.1974
- Устиново, Филисовский с/с, № 17/9 от 11.11.1979
- Халтурки, Лежаховский с/с, № 86 от 17.02.1972
- п. совхоза «Светоч», Родниковский с/с, № 17/9 от 11.11.1979
- Чанново, Парский с/с, № 20/11 от 15.11.1976
- Чёрный Лес, Малышевский с/с, № 86 от 17.02.1972
- Шагино, Парский с/с, № 318 от 22.10.1986
- Шижгутово, Острецовский с/с, № 20/11 от 15.11.1976
- Шубино, Горко-Павловский с/с, № 86 от 17.02.1972
- Шубино, Маличихинский с/с, № 809 от 9.12.1974
- Якшино, Филисовский с/с, № 809 от 9.12.1974
- Яманово, Никульский с/с, № 342 от 2.11.1983
- Яриснево, Малышевский с/с, № 86 от 17.02.1972

### Савинский район
Исчезнувшие населённые пункты Ивановской области/Савинский район:
- Баранцево, Воскресенский с/с, № 86 от 17.02.1972
- Бизяиха, Горячевский с/с, № 9/20-1 от 24.04.1978
- Болбора, Польковский с/с, № 17/9 от 11.11.1979
- Бородино, Вознесенский с/с, № 86 от 17.02.1972
- Борониха, Заборьевский с/с, № 429 от 16.10.1957
- Бреховская, Горячевский с/с, № 483 от 26.10.1964
- Воронино, Польковский с/с, № 483 от 26.10.1964
- Вражки, Заборьевский с/с, № 429 от 16.10.1957
- Высоково Малое, Польковский с/с, № 483 от 26.10.1964
- Голосово, Савинский с/с, № 20/11 от 15.11.1976
- Горюшкино, Воскресенский с/с, № 25/17 от 16.12.1975
- Горьково, Поломский с/с, № 17/9 от 11.11.1979
- Грибанево, Михалевский с/с, № 429 от 16.10.1957
- Гусино, Михалевский с/с, № 20/11 от 15.11.1976
- Дудорово, Шестунихинский с/с, № 85 от 22.04.1999
- Дюково, Вознесенский с/с, № 9/20-1 от 24.04.1978
- Ердениха, Михалевский с/с, № 25/17 от 16.12.1975
- Ефимовка, Вознесенский с/с, № 429 от 16.10.1957
- Жуково, Корзинский с/с, № 86 от 17.02.1972
- Ивняги, Польковский с/с, № 25/17 от 16.12.1975
- Иепино, Шестунихинский с/с, № 85 от 22.04.1999
- Кабатиха, Горячевский с/с, № 429 от 16.10.1957
- Карпово, Савинский с/с, № 483 от 26.10.1964
- Кашириха Большая, Воскресенский с/с, № 20/11 от 15.11.1976
- Кашириха Малая, Воскресенский с/с, № 86 от 17.02.1972
- Кишкино, Савинский с/с, № 86 от 17.02.1972
- Козлово, Михалевский с/с, № 20/11 от 15.11.1976
- Кокошкино, Архиповская поселковая администрация, № 85 от 22.04.1999
- Коленково, Вознесенский с/с, № 429 от 16.10.1957
- п. Коминтерна, Заборьевский с/с, № 429 от 16.10.1957
- Костино, Воскресенский с/с, № 17/9 от 11.11.1979
- Кстово Малое, Горячевский с/с, № 17/9 от 11.11.1979
- Куницыно, Вознесенский с/с, № 483 от 26.10.1964
- Купалищи Малые, Воскресенский с/с, № 483 от 26.10.1964
- Лядиниха, Польковский с/с, № 483 от 26.10.1964
- Мальчиха, Воскресенский с/с, № 664 от 20.11.1972
- Маносиха, Савинский с/с, № 483 от 26.10.1964
- Медвежово, Архиповский с/с, № 429 от 16.10.1957
- Мишкулаиха, Воскресенский с/с, № 483 от 26.10.1964
- Мокрушино, Горячевский с/с, № 483 от 26.10.1964
- Неверово, Воскресенский с/с, № 86 от 17.02.1972
- Ново, Воскресенский с/с, № 17/9 от 11.11.1979 СУЩЕСТВУЕТ
- Ногино, Польковский с/с, № 25/17 от 16.12.1975
- Паршино, Корзинский с/с, № 25/17 от 16.12.1975
- Подвязново, Воскресенский с/с, № 25/17 от 16.12.1975
- Поповка, Шестунихинский с/с, № 85 от 22.04.1999
- Просяново, Заборьевский с/с, № 86 от 17.02.1972
- п. Репкинского торфопредприятия, Савинский с/с, № 86 от 17.02.1972
- Рюпино, Михалевский с/с, № 85 от 22.04.1999
- Семендяево, Польковский с/с, № 86 от 17.02.1972
- Скоморохово, Вознесенский с/с, № 483 от 26.10.1964
- Солодухино, Горячевский с/с, № 338 от 21.12.1981
- Сосновец, Польковский с/с, № 483 от 26.10.1964
- Тимонино, Михалевский с/с, № 664 от 20.11.1972
- Федуриха, Воскресенский с/с, № 86 от 17.02.1972
- Филатово, Савинский с/с, № 483 от 26.10.1964
- Филино, Польковский с/с, № 483 от 26.10.1964
- Фролово, Заборьевский с/с, № 429 от 16.10.1957
- Хренново, сельсовет р. п. Архиповка]], № 86 от 17.02.1972
- Церковново, Савинский с/с, № 9/20-1 от 24.04.1978
- Чариловка, Вознесенский с/с, № 429 от 16.10.1957
- Чёрнякино, Горячевский с/с, № 338 от 21.12.1981
- Шеплово, Горячевский с/с, № 9/20-1 от 24.04.1978
- Шижегда, сельсовет р. п. Архиповка]], № 86 от 17.02.1972

### Тейковский район
Исчезнувшие населённые пункты Ивановской области/Тейковский район:
- Антилофьево, Тейковский с/с, № 86 от 17.02.1972
- Аферово, Крапивновский с/с, № 20/11 от 15.11.1976
- Блошкино, Сахтышский с/с, № 338 от 21.12.1981
- Болагурцево, Тейковский с/с, № 483 от 26.10.1964
- Большевик, п. ж.-д. рзд.]], Тейковский с/с, № 6 от 4.01.1964
- Борцово, Мосяковский с/с, № 86 от 17.02.1972
- Бугры, Мосяковский с/с, № 86 от 17.02.1972
- Бушново, Морозовский с/с, № 9/20-1 от 24.04.1978
- п. детского дома Вантино, Большеклочковский с/с, № 20/11 от 15.11.1976
- Веретино, Нерльский с/с, № 59-р от 24.02.1988
- Вихориха, Сахтышский с/с, № 20/11 от 15.11.1976
- Власиха, Крапивновский с/с, № 483 от 26.10.1964
- Вороны, Большеклочковский с/с, № 21/16 от 12.12.1977
- Голодово, Сокатовский с/с, № 59-р от 24.02.1988
- Городины, Березовский с/с, № 86 от 17.02.1972
- Гридкино, Тейковский с/с, № 21/16 от 12.12.1977
- Губачево Большое, Березовский с/с, № 483 от 26.10.1964
- Губачево Малое, Березовский с/с, № 483 от 26.10.1964
- Давыдово, Сахтышский с/с, № 809 от 9.12.1974
- Двойная, Мосяковский с/с, № 86 от 17.02.1972
- Долгие Луга, Москвинский с/с, № 59-р от 24.02.1988
- Дубасово, Думинский с/с, № 483 от 26.10.1964
- Дубки, Крапивновский с/с, № 338 от 21.12.1981
- Дубники, Большеклочковский с/с, № 21/16 от 12.12.1977
- Есипово, Сахтышский с/с, № 17/9 от 11.11.1979
- Желтиково, Тейковский с/с, № 21/16 от 12.12.1977
- Жуково, Сокатовский с/с, № 21/16 от 12.12.1977
- Зиново, Алферьевский с/с, № 86 от 17.02.1972
- Зольники, Подлесихинский с/с, № 483 от 26.10.1964
- Калинино, Крапивновский с/с, № 338 от 21.12.1981
- Клейкино, Тейковский с/с, № 483 от 26.10.1964
- Колязино, Нерльский с/с, № 338 от 21.12.1981
- Кочнева, Нерльский с/с, № 483 от 26.10.1964
- Кулиги, Новогоряновский с/с, № 152 от 17.07.1997
- Куликовская, Крапивновский с/с, № 86 от 17.02.1972
- Лазарьково, Нерльский с/с, № 17/9 от 11.11.1979
- п. леспромхоза, Морозовский с/с, № 86 от 17.02.1972
- Ломы, Березовский с/с, № 86 от 17.02.1972
- Луговое, Тейковский с/с, № 20/11 от 15.11.1976
- Лычево, Сокатовский с/с, № 809 от 9.12.1974
- Михеево, Крапивновский с/с, № 21/16 от 12.12.1977
- Мишнево, Сахтышский с/с, № 21/16 от 12.12.1977
- Мыльново, Сахтышский с/с, № 86 от 17.02.1972
- Никольское, Сокатовский с/с, № 809 от 9.12.1974
- Новосёлки, Сокатовский с/с, № 86 от 17.02.1972
- Оболсуново, Алферьевский с/с, № 483 от 26.10.1964
- Окулово, Сахтышский с/с, № 59-р от 24.02.1988
- Осиновка, Крапивновский с/с, № 73 от 3.04.1997
- Павелково, Большеклочковский с/с, № 9/20-1 от 24.04.1978
- Пайдово, Сахтышский с/с, № 338 от 21.12.1981
- Повалиха, Алферьевский с/с, № 86 от 17.02.1972
- Поддыбье, Подлесихинский с/с, № 483 от 26.10.1964
- Попково, Сахтышский с/с, № 338 от 21.12.1981
- п. подсобного хозяйства лесхоза, Березовский с/с, № 483 от 26.10.1964
- п. подсобного хозяйства Мясниково, Алферьевский с/с, № 483 от 26.10.1964
- Ребровская, Морозовский с/с, № 86 от 17.02.1972
- Репново, Большеклочковский с/с, № 483 от 26.10.1964
- Рокатьево, Сокатовский с/с, № 86 от 17.02.1972
- Романчугово, Морозовский с/с, № 20/11 от 15.11.1976
- Рунцево, Березовский с/с, № 86 от 17.02.1972
- Сандыри Большие, Москвитинский с/с, № 59-р от 24.02.1988
- Сандыри Малые, Думинский с/с, № 17/9 от 11.11.1979
- Санеба, Большеклочковский с/с, № 73 от 3.04.1997
- Софьино, Сахтышский с/с, № 809 от 9.12.1974
- Средняя, Москвинский с/с, № 86 от 17.02.1972
- Ступкино Малое, Алферьевский с/с, № 483 от 26.10.1964
- Федорково, Алферьевский с/с, № 86 от 17.02.1972
- Федяково, Крапивновский с/с, № 338 от 21.12.1981
- Хлебницы, Нерльский с/с, № 483 от 26.10.1964
- Чёрнова, Подлесихинский с/с, № 483 от 26.10.1964
- Шабуриха, Морозовский с/с, № 338 от 21.12.1981
- Юркино, Сахтышский с/с, № 809 от 9.12.1974
- Яблоновская, Сахтышский с/с, № 483 от 26.10.1964
- п. Якшинский, Морозовский с/с, № 86 от 17.02.1972 г
- Яришнево, Думинский с/с, № 86 от 17.02.1972

### Фурмановский район
Исчезнувшие населённые пункты Ивановской области/Фурмановский район:
- Акинфьево, Погостский с/с, № 809 от 9.12.1974
- Алексино Большое, Медведковский с/с, № 483 от 26.10.1964
- Алексино Малое, Медведковский с/с, № 86 от 17.02.1972
- Алферьево, Погостский с/с, № 86 от 17.02.1972
- Амельцаево, Широковский с/с, № 86 от 17.02.1972
- Артемьево, Юрьевский с/с, № 86 от 17.02.1972
- Бечевино, Погостский с/с, № 483 от 26.10.1964
- Бордуково, Дуляпинский с/с, № 338 от 21.12.1981
- Бурцево, Марьинский с/с, № 483 от 26.10.1964
- Васильковское, Юрьевский с/с, № 809 от 9.12.1974
- Власово, Медведковский с/с, № 86 от 17.02.1972
- Вощинки, Медведковский с/с, № 809 от 9.12.1974
- Воскресенское, Погостский с/с, № 21/16 от 12.12.1977
- Вырыпаиха, Снетиновский с/с, № 86 от 17.02.1972
- Высоково, Юрьевский с/с, № 86 от 17.02.1972
- Гаврилково, Юрьевский с/с, № 86 от 17.02.1972
- Горичное, Медведковский с/с, № 483 от 26.10.1964
- Грищиха, Погостский с/с, № 483 от 26.10.1964
- Грунино, Дуляпинский с/с, № 21/16 от 12.12.1977
- Демидово, Марьинский с/с, № 10 от 5.01.1961
- Деревеньки, Панинский с/с, № 20/11 от 15.11.1976
- Деревеньки, Снетиновский с/с, № 438 от 30.10.1989
- Дорофеево, Марьинский с/с, № 9/20-1 от 24.04.1978
- Есюнино, Медведковский с/с, № 86 от 17.02.1972
- Жидятино, Медведковский с/с, № 86 от 17.02.1972
- Жирославки, Дуляпинский с/с, № 338 от 21.12.1981
- Завражье, Хромцовский с/с, № 141 от 12.05.1980
- Задниха, Фряньковский с/с, № 483 от 26.10.1964
- Золотково, Каликинский с/с, № 483 от 26.10.1964
- Ивкино, Дуляпинский с/с, № 338 от 21.12.1981
- Избинское, Погостский с/с, № 809 от 9.12.1974
- п. торфопредприятия «Исаевское», Широковский с/с, № 21/16 от 12.12.1977
- Кирюшино, Юрьевский с/с, № 483 от 26.10.1964
- п. карьера «Кишкино», Марьинский с/с, № 17/9 от 11.11.1979
- Клевцово, Снетиновский с/с, № 86 от 17.02.1972
- Кошелево, Широковский с/с, № 809 от 9.12.1974
- Куземкино, Снетиновский с/с, № 809 от 9.12.1974
- Летнево, Снетиновский с/с, № 483 от 26.10.1964
- Ломки Большие, Юрьевский с/с, № 86 от 17.02.1972
- Ломки Малые, Юрьевский с/с, № 483 от 26.10.1964
- Льгово, Медведковский с/с, № 809 от 9.12.1974
- Лямцино, Широковский с/с, № 483 от 26.10.1964
- Марково, Каликинский с/с, № 809 от 9.12.1974
- Маслово, Погостский с/с, № 21/16 от 12.12.1977
- Машенино, Широковский с/с, № 809 от 9.12.1974
- Метлицкое, Панинский с/с, № 21/16 от 12.12.1977
- Михайловское, Юрьевецкий с/с, № 809 от 9.12.1974
- Морозцево, Медведковский с/с, № 483 от 26.10.1964
- Неведрово, Дуляпинский с/с, № 438 от 30.10.1989
- Новое Второе, Марьинский с/с, № 402 от 19.12.1985
- Оборвишино, Каликинский с/с, № 809 от 9.12.1974
- Океевское, Дуляпинский с/с, № 9/20-1 от 24.04.1978
- Осиновка, Дуляпинский с/с, № 9/20-1 от 24.04.1978
- Перекладово, Погостский с/с, № 86 от 17.02.1972
- Пески, Марьинский с/с, № 483 от 26.10.1964
- Поповское, Юрьевецкий с/с, № 86 от 17.02.1972
- Потеряево, Хромцовский с/с, № 152 от 17.07.1997
- Пронино, Дуляпинский с/с, № 21/16 от 12.12.1977
- п. Пяльцевского торфопредприятия, Широковский с/с, № 483 от 26.10.1964
- Радчино, Юрьевский с/с, № 809 от 9.12.1974
- Рогатово, Дуляпинский с/с, № 17/9 от 11.11.1979
- Рябинки, Юрьевский с/с, № 86 от 17.02.1972
- Свистелево, Широковский с/с, № 438 от 30.10.1989
- Скарисово, Дуляпинский с/с, № 17/9 от 11.11.1979
- Скоморохово, Панинский с/с, № 152 от 17.07.1997
- Сочелы, Марьинский с/с, № 152 от 17.07.1997
- Стуфорово, Хромцовский с/с, № 20/11 от 15.11.1976
- Терехово , Погостский с/с, № 483 от 26.10.1964
- п. торфопредприятия «Чистое», Дуляпинский с/с, № 21/16 от 12.12.1977
- Цибуново, Юрьевский с/с, № 483 от 26.10.1964
- Щукино, Погостский с/с, № 809 от 9.12.1974
- Юрцово, Погостский с/с, № 21/16 от 12.12.1977
- Ябузино, Снетиновский с/с, № 9/20-1 от 24.04.1978
- Яфаново, Широковский с/с, № 17/9 от 11.11.1979

### Шуйский район
Исчезнувшие населённые пункты Ивановской области/Шуйский  район:
- Алешово, Дорожаевский с/с, № 20/11 от 15.11.1976
- Ананькино, Перемиловский с/с, № 17/9 от 11.11.1979
- Артемьево, Харитоновский с/с, № 292 от 11.05.1961
- Батыево, Китовский с/с, № 86 от 17.02.1972
- Батырево, Перемиловский с/с, № 365 от 31 августа 1989
- Березники, Ивонинский с/с, № 483 от 26.10.1964
- Биликино, Хозниковский с/с, № 17/9 от 11.11.1979
- Боняково, Колобовский с/с, № 21/16 от 12.12.1977
- Ведышево, Клочковский с/с, № 177 от 1.06.1981
- Веригино, Гнездиловский с/с, № 17/9 от 11.11.1979
- Ветлянниково, Хозниковский с/с, № 20/11 от 15.11.1976
- Владысново, Михалковский с/с, № 365 от 31 августа 1989
- Водяново, Васильевский с/с, № 21/16 от 12.12.1977
- Ворожино, Китовский с/с, № 365 от 31 августа 1989
- Ворошино, Дорожаевский с/с, № 365 от 31 августа 1989
- Высоково, Дягильковский с/с, № 483 от 26.10.1964
- Гвоздево, Дорожаевский с/с, № 21/16 от 12.12.1977
- Горлицино, Китовский с/с, № 241 от 30.09.1999
- Грибаниха, Перемиловский с/с, № 17/9 от 11.11.1979
- Гридкино, Чёрнцкий с/с, № 17/9 от 11.11.1979
- Дворишки, Перемиловский с/с, № 483 от 26.10.1964
- Дворишки Малые, Ивонинский с/с, № 664 от 20.11.1972
- Дединка, Михалевский с/с, № 233 от 23.11.1995
- Дегтярново, Васильевский с/с, № 86 от 17.02.1972
- Деменовка, Дуниловский с/с, № 269 от 9.04.1974
- Демино, Колобовский с/с, № 438 от 30.10.1989
- Дорожаево-Новое, Дорожаевский с/с, № 86 от 17.02.1972
- Дроздово, Китовский с/с, № 269 от 9.04.1974
- Дубки, Афанасьевский с/с, № 21/16 от 12.12.1977
- Дуброво, Колобовский с/с, № 271 от 13.07.1956
- Жигари, Китовский с/с, № 483 от 26.10.1964
- Жуковка, Афанасьевский с/с, № 483 от 26.10.1964
- Запрудново, Афанасьевский с/с, № 9/20-1 от 24.04.1978
- Запрудье, Васильевский с/с, № 483 от 26.10.1964
- Захариха, Колобовский с/с, № 483 от 26.10.1964
- Заяшниково, Колобовский с/с, № 86 от 17.02.1972
- Иваново, Клочковский с/с, № 483 от 26.10.1964
- Иваньково, Китовский с/с, № 365 от 31 августа 1989
- Калинкино, Аистовский с/с, № 86 от 17.02.1972
- Карпиково, Дягильковский с/с, № 86 от 17.02.1972
- п. дома отдыха «Клещевка», Змеевский с/с, № 86 от 17.02.1972
- Конышево, Клочковский с/с, № 21/16 от 12.12.1977
- Копылиха, Хозниковский с/с, № 17/9 от 11.11.1979
- Красное, Милюковский с/с, № 21/16 от 12.12.1977
- Крохино-Старое, Васильевский с/с, № 86 от 17.02.1972
- Кстово, Васильевский с/с, № 21/16 от 12.12.1977
- Кудрино, Аистовский с/с, № 483 от 26.10.1964
- Кузнечиха, Васильевский с/с, № 292 от 11.05.1961
- Куликово, Дорожаевский с/с, № 365 от 31 августа 1989
- Култашевка, Колобовский с/с, № 483 от 26.10.1964
- Лаврово, Михалковский с/с, № 241 от 30.09.1999
- п. железнодорожной станции Ладыгино, Колобовский с/с, № 664 от 20.11.1972
- Лекунино, Китовский с/с, № 342 от 2.11.1983
- Ломки, Васильевский с/с, № 269 от 9.04.1974
- Ломки, Перемиловский с/с, № 292 от 11.05.1961
- Лукояниха, Милюковский с/с, № 17/9 от 11.11.1979
- Марково, Афанасьевский с/с, № 233 от 23.11.1995
- Мартимоново, Змеевский с/с, № 483 от 26.10.1964
- Маркино, Васильевский с/с, № 483 от 26.10.1964
- Матвейково, Китовский с/с, № 86 от 17.02.1972
- Матня, Афанасьевский с/с, № 20/11 от 15.11.1976
- Матюкино, Афанасьевский с/с, № 21/16 от 12.12.1977
- Минино, Гнездиловский с/с, № 86 от 17.02.1972
- Мирково, Колобовский с/с, № 17/9 от 11.11.1979
- п. Михалевского торфоболота, Васильевский с/с, № 483 от 26.10.1964
- Михонино, Аистовский с/с, № 664 от 20.11.1972
- Молосново, Дорожаевский с/с, № 21/16 от 12.12.1977
- Незабытово, Перемиловский с/с, № 269 от 9.04.1974
- Новино, Китовский с/с, № 483 от 26.10.1964
- Новички, Васильевский с/с, № 21/16 от 12.12.1977
- Ново, Дорожаевский с/с, № 20/11 от 15.11.1976
- Оботурово, Клочковский с/с, № 17/9 от 11.11.1979
- Обухово, Перемиловский с/с, № 17/9 от 11.11.1979
- Пахомцево, Хозниковский с/с, № 17/9 от 11.11.1979
- Перемывкино, Дуниловский с/с, № 86 от 17.02.1972
- Пестово, Дроздовский с/с, № 236 от 12.06.1957
- Пикалово, Михалевский с/с, № 365 от 31 августа 1989
- Повалиха, Дягильковский с/с, № 269 от 9.04.1974
- Погорелки, Чёрнцкий с/с, № 86 от 17.02.1972
- Поповка, Введенский с/с, № 365 от 31 августа 1989
- Поповка, Семейкинский с/с, № 483 от 26.10.1964
- Поповское, Гнездиловский с/с, № 17/9 от 11.11.1979
- Поприхино, Перемиловский с/с, № 271 от 13.07.1956
- Посохово, Перемиловский с/с, № 365 от 31 августа 1989
- п. Притыкинского торфоболота, Китовский с/с, № 483 от 26.10.1964
- п. подсобного хозяйства «Шуйский», Змеевский с/с, № 483 от 26.10.1964
- Пупки, Чёрнцкий с/с, № 483 от 26.10.1964
- Райки (дача), Васильевский с/с, № 86 от 17.02.1972
- Реципово, Милютковский с/с, № 21/16 от 12.12.1977
- Рыжковка, Богородский с/с, № 27 от 18.01.1957
- Савкино, Перемиловский с/с, № 365 от 31 августа 1989
- Санчарка, Милютковский с/с, № 338 от 21.12.1981
- Семейкино, Васильевский с/с, № 20/11 от 15.11.1976
- п. Сенинского торфопредприятия, Дорожаевский с/с, № 664 от 20.11.1972
- Скорятина, Васильевский с/с, № 483 от 26.10.1964
- Слезкино, Колобовский с/с, № 365 от 31 августа 1989
- Сметанки, Семейкинский с/с, № 483 от 26.10.1964
- п. Спирдовского торфопредприятия, Харитоновский с/с, № 269 от 9.04.1974
- Старостино, Семейкинский с/с, № 292 от 11.05.1961
- Стогово, Аистовский с/с, № 483 от 26.10.1964
- Столбы, Дорожаевский с/с, № 365 от 31 августа 1989
- Струбищи, Дорожаевский с/с, № 17/9 от 11.11.1979
- Суворово, Михалевский с/с, № 365 от 31 августа 1989
- Тарбаево, Васильевский с/с, № 483 от 26.10.1964
- Тернево, Харитоновский с/с, № 365 от 31 августа 1989
- Тимофеевка, Дуниловский с/с, № 292 от 11.05.1961
- п. Топляковского торфопредприятия, Афанасьевский с/с, № 86 от 17.02.1972
- Трясучево, Афанасьевский с/с, № 233 от 23.11.1995
- Ульянково, Васильевский с/с, № 17/9 от 11.11.1979
- п. усадьбы МТС, Змеевский с/с, № 483 от 26.10.1964
- Федорково, Китовский с/с, № 86 от 17.02.1972
- Фоминское, Михалевский с/с, № 233 от 23.11.1995
- Фофоново, Милюковский с/с, № 365 от 31 августа 1989
- Хвастово, Гнездиловский с/с, № 21/16 от 12.12.1977
- п. Хвастовского торфопредприятия, Гнездиловский с/с, № 483 от 26.10.1964
- Чаново, Хозниковский с/с, № 86 от 17.02.1972
- Ченцы, Перемиловский с/с, № 483 от 26.10.1964
- п. Чёрнцкой фабрики, Чёрнцкий с/с, № 483 от 26.10.1964
- Чипузиха, Дягильковский с/с, № 483 от 26.10.1964
- Шепелиха, Хозниковский с/с, № 483 от 26.10.1964
- Шилово, Дорожаевский с/с, № 483 от 26.10.1964
- п. шлюза № 1, Змеевский с/с, № 20/11 от 15.11.1976
- п. шлюза № 2, Клочковский с/с, № 664 от 20.11.1972
- Юрчаково, г. Шуя, № 8/13 от 16.05.1977

### Южский район
- Авдотцыно Малое, Чернцкий с/с, № 483 от 26.10.1964
- Бобриха, Мугреевский с/с, № 86 от 17.02.1972
- Большакова, Груздевский с/с, № 86 от 17.02.1972
- Бурнаково, Снегиревский с/с, № 483 от 26.10.1964
- Бусино, Груздевский с/с, № 483 от 26.10.1964
- Ванюково, Мугреевский с/с, № 9/20-1 от 24.04.1978
- Величкина, Хотимльский с/с, № 86 от 17.02.1972
- Высоково, Мугреевский с/с, № 483 от 26.10.1964
- Галынка, Рыльский с/с, № 86 от 17.02.1972
- Деголево, Хотимльский с/с, № 20/11 от 15.11.1976
- п. дома отдыха «Южский», Преображенский с/с, № 20/11 от 15.11.1976
- Дороднова, Южский с/с, № 86 от 17.02.1972
- п. Дружба, Нефедовский с/с, № 152 от 17.07.1997
- Жуковка, Преображенский с/с, № 152 от 17.07.1997
- Зименки, Мугреевский с/с, № 89 от 8.07.1992
- Кисляково, Изотинский с/с, № 20/11 от 15.11.1976
- п. кирпичного завода № 1 (Посёлок Кирпичного завода № 1), Южский с/с, № 483 от 26.10.1964
- п. Клязьминского торфоболота, Нефедовский с/с, № 152 от 17.07.1997
- Колягино, Преображенский с/с, № 86 от 17.02.1972
- Костяевское торфоболото, Южский с/с, № 86 от 17.02.1972
- Крапивново, Мугреевский с/с, № 483 от 26.10.1964
- Кудерево, Груздевский с/с, № 177 от 1.06.1981
- п. лесоучастка, Рыльский с/с, № 483 от 26.10.1964
- Луговое, Преображенский с/с, № 86 от 17.02.1972
- Максимово, Мугреевский с/с, № 20/11 от 15.11.1976
- Марьинка, 2004[1]
- Могучево, Мугреевский с/с, № 89 от 8.07.1992
- Мозотова, Южский с/с, № 86 от 17.02.1972
- п. Новостройка, сельсовет р. п. Мугреево, № 20/11 от 15.11.1976
- Олтухово , Мугреевский с/с, № 89 от 8.07.1992
- Остапово, Мугреевский с/с, № 89 от 8.07.1992
- Павлова, Южский с/с, № 86 от 17.02.1972
- Павлово, Новоклязьминский с/с, № 89 от 8.07.1992
- Павловская, Мугреевский с/с, № 483 от 26.10.1964
- Погост, Хотимльский с/с, № 483 от 26.10.1964
- Подлесново, Мугреевский с/с, № 483 от 26.10.1964
- Потанино, Мугреевский с/с, № 483 от 26.10.1964
- п. пост № 122, Рыльский с/с, № 86 от 17.02.1972
- п. пристани 8-е февраля, Новоклязьминский с/с, № 152 от 17.07.1997
- п. пристани Зайцево, Хотимльский с/с, № 86 от 17.02.1972
- Протасьевка, Южский с/с, № 86 от 17.02.1972
- Редькино, Изотинский с/с, № 89 от 8.07.1992
- п. Рябоозеро, Груздевский с/с, № 86 от 17.02.1972
- Рязанка, Снегиревский с/с, № 483 от 26.10.1964
- Рязанцева, Груздевский с/с, № 86 от 17.02.1972
- Сереново, Мугреевский с/с, № 21/16 от 12.12.1977
- Соскова, Груздевский с/с, № 86 от 17.02.1972
- Сусаниха, Груздевский с/с, № 483 от 26.10.1964
- Таковец, 2004[1]
- Тельпино, Мугреевский с/с, № 89 от 8.07.1992
- п. полустанка Травинская, Преображенский с/с, № 483 от 26.10.1964
- Ухолово, Мугреевский с/с, № 89 от 8.07.1992
- Фофаново, Хотимльский с/с, № 152 от 17.07.1997
- Хмельниково, Мугреевский с/с, № 17/9 от 11.11.1979
- п. химлесхоза, Груздевский с/с, № 86 от 17.02.1972
- Чураково, Изотинский с/с, № 152 от 17.07.1997
- Шестово, Мугреевский с/с, № 86 от 17.02.1972
- п. шлюза № 3, Хотимльский с/с, № 86 от 17.02.1972
- п. шлюза № 5, Снегиревский с/с, № 86 от 17.02.1972
- п. Шуйского гортопа, Преображенский с/с, № 483 от 26.10.1964

### Юрьевецкий район
- Аверино, Чуркинский с/с, № 86 от 17.02.1972
- Алешино, Чуркинский с/с, № 86 от 17.02.1972
- Базарово, Елнатский с/с, № 318 от 22.10.1986
- Башарино, Махловский с/с, № 29 от 22.01.1998
- Бедрино, Соболевский с/с, № 318 от 22.10.1986
- Беловское, Каменниковский с/с, № 809 от 9.12.1974
- Беляиха, Лазаревский с/с, № 38 от 13.01.1969
- Блиниха, Соболевский с/с, № 809 от 9.12.1974
- Бокотуриха, Обжерихинский с/с, № 38 от 13.01.1969
- Бор, Задорожский с/с, № 86 от 17.02.1972
- Борисоглебское, Обжерихинский с/с, № 483 от 26.10.1964
- Борок, Елнатский с/с, № 483 от 26.10.1964
- Брянское, Махловский с/с, № 318 от 22.10.1986
- Булатово, Соболевский с/с, № 21/16 от 12.12.1977
- Бурдиха, Михайловский с/с, № 809 от 9.12.1974
- Вантино, Обжерихинский с/с, № 85 от 22.04.1999
- Ватагино, Елнатский с/с, № 29 от 22.01.1998
- Воронино, Задорожский с/с, № 86 от 17.02.1972
- Выголово, Каменниковский с/с, № 21/16 от 12.12.1977
- Выползово, Махловский с/с, № 483 от 26.10.1964
- Высоково, Михайловский с/с, № 38 от 13.01.1969
- Высокополье, Елнатский с/с, № 29 от 22.01.1998
- Высокополье Малое, Елнатский с/с, № 86 от 17.02.1972
- Гарино, Чуркинский с/с, № 809 от 9.12.1974
- Гарь Бушевая, Махловский с/с, № 318 от 22.10.1986
- Гарь Малая, Михайловский с/с, № 86 от 17.02.1972
- Гатилиха, Соболевский с/с, № 483 от 26.10.1964
- Глухарево, Задорожский с/с, № 20/11 от 15.11.1976
- Голевская, Обжерихинский с/с, № 86 от 17.02.1972
- Горбуниха, Обжерихинский с/с, № 483 от 26.10.1964
- Горшиха, Задорожский с/с, № 86 от 17.02.1972
- Горшково, Махловский с/с, № 29 от 22.01.1998
- Гребенкино, Каменниковский с/с, № 86 от 17.02.1972
- Гуменки, Елнатский с/с, № 38 от 13.01.1969
- Давыдково, Обжерихинский с/с, № 20/11 от 15.11.1976
- Двоебортное, Каменниковский с/с, № 86 от 17.02.1972
- Демкино, Чуркинский с/с, № 809 от 9.12.1974
- Долгишево, Михайловский с/с, № 17/9 от 11.11.1979
- Дорино, Елнатский с/с, № 29 от 22.01.1998
- Дудиха, Щекотихинский с/с, № 21/16 от 12.12.1977
- Дулепино, Елнатский с/с, № 29 от 22.01.1998
- Жуково, Обжерихинский с/с, № 17/9 от 11.11.1979
- Загнетино, Пелевинский с/с, № 318 от 22.10.1986
- Зубариха, Пелевинский с/с, № 318 от 22.10.1986
- Ивановское, Каменниковский с/с, № 809 от 9.12.1974
- Инино, Обжерихинский с/с, № 318 от 22.10.1986
- Калашново, Михайловский с/с, № 38 от 13.01.1969
- Калиньево, Соболевский с/с, № 29 от 22.01.1998
- Карпиха, Пелевинский с/с, № 318 от 22.10.1986
- Кашкино, Елнатский с/с, № 483 от 26.10.1964
- Киларево, Пелевинский с/с, № 318 от 22.10.1986
- Киреиха, Михайловский с/с, № 809 от 9.12.1974
- Ковальки, Чуркинский с/с, № 483 от 26.10.1964
- Кодочигово, Чуркинский с/с, № 86 от 17.02.1972
- Козино, Обжерихинский с/с, № 20/11 от 15.11.1976
- Комарово, Соболевский с/с, № 318 от 22.10.1986
- Конново, Елнатский с/с, № 17/9 от 11.11.1979
- Корениха, Задорожский с/с, № 20/11 от 15.11.1976
- Коростелево, Обжерихинский с/с, № 664 от 20.11.1972
- Корягино, Каменниковский с/с, № 38 от 13.01.1969
- Костяево Малое, Махловский с/с, № 20/11 от 15.11.1976
- Кочергинская, Михайловский с/с, № 17/9 от 11.11.1979
- Крутово, Чуркинский с/с, № 38 от 13.01.1969
- Кулачиха, Обжерихинский с/с, № 483 от 26.10.1964
- Лаврово, Соболевский с/с, № 29 от 22.01.1998
- п. Лесогорский, Каменниковский с/с, № 318 от 22.10.1986
- Лиственская, Соболевский с/с, № 17/9 от 11.11.1979
- Лужки, Задорожский с/с, № 86 от 17.02.1972
- Лукинка, Обжерихинский с/с, № 483 от 26.10.1964
- Лыково, Махловский с/с, № 483 от 26.10.1964
- Макариха, Обжерихинский с/с, № 20/11 от 15.11.1976
- Маковик, Махловский с/с, № 21/16 от 12.12.1977
- Медведки, Соболевский с/с, № 29 от 22.01.1998
- Медведково, Елнатский с/с, № 483 от 26.10.1964
- Милюшино, Елнатский с/с, № 809 от 9.12.1974
- Митинская, Обжерихинский с/с, № 664 от 20.11.1972
- Моклочиха, Обжерихинский с/с, № 38 от 13.01.1969
- Мордвиново, Елнатский с/с, № 318 от 22.10.1986
- Мочалки, Соболевский с/с, № 483 от 26.10.1964
- Напалково, Обжерихинский с/с, № 86 от 17.02.1972
- Непрово, Задорожский с/с, № 809 от 9.12.1974
- Нестериха, Соболевский с/с, № 85 от 22.04.1999
- Облазино, Елнатский с/с, № 17/9 от 11.11.1979
- Обухово, Лазаревский с/с, № 86 от 17.02.1972
- Ожгихино, Михайловский с/с, № 86 от 17.02.1972
- Окулиха, Соболевский с/с, № 17/9 от 11.11.1979
- Онишино, Елнатский с/с, № 86 от 17.02.1972
- Опевалово, Лазаревский с/с, № 809 от 9.12.1974
- Осинки, Чуркинский с/с, № 17/9 от 11.11.1979
- Осташково, Чуркинский с/с, № 20/11 от 15.11.1976
- Ошасты, Махловский с/с, № 318 от 22.10.1986
- Петровка, Задорожский с/с, № 483 от 26.10.1964
- Петрово, Задорожский с/с, № 86 от 17.02.1972
- Плешковиха, Задорожский с/с, № 809 от 9.12.1974
- Плохово, Пелевинский с/с, № 318 от 22.10.1986
- Плющиха, Соболевский с/с, № 318 от 22.10.1986
- Погорелка, Пелевинский с/с, № 318 от 22.10.1986
- Полутино, Обжерихинский с/с, № 318 от 22.10.1986
- Понькино, Задорожский с/с, № 809 от 9.12.1974
- Попово, Обжерихинский с/с, № 20/11 от 15.11.1976
- Попово, Соболевский с/с, № 483 от 26.10.1964
- Посернятево, Обжерихинский с/с, № 483 от 26.10.1964
- Потеряй Кошки Большие, Лазаревский с/с, № 483 от 26.10.1964
- Потеряй Кошки Малые, Лазаревский с/с, № 483 от 26.10.1964
- Прислонихино, Задорожский с/с, № 483 от 26.10.1964
- Притыкино, Лазаревский с/с, № 483 от 26.10.1964
- Проталинки, Обжерихинский с/с, № 29 от 22.01.1998
- Рогозиниха, Елнатский с/с, № 17/9 от 11.11.1979
- Родиониха, Щекотихинский с/с, № 17/9 от 11.11.1979
- Ромашево, Задорожский с/с, № 483 от 26.10.1964
- Рябиниха, Пелевинский с/с, № 17/9 от 11.11.1979
- Сажино, Обжерихинский с/с, № 20/11 от 15.11.1976
- Сафрониха, Пелевинский с/с, № 29 от 22.01.1998
- Сафутиха, Обжерихинский с/с, № 318 от 22.10.1986
- Селезенево, Михайловский с/с, № 29 от 22.01.1998
- Селенка, Пелевинский с/с, № 318 от 22.10.1986
- Семёновка, Задорожский с/с, № 86 от 17.02.1972
- Сенничиха, Обжерихинский с/с, № 483 от 26.10.1964
- Серюпитино, Михайловский с/с, № 86 от 17.02.1972
- Синцово, Михайловский с/с, № 86 от 17.02.1972
- Слащиха, Обжерихинский с/с, № 483 от 26.10.1964
- Слезиха, Елнатский с/с, № 483 от 26.10.1964
- Слободиниха, Задорожский с/с, № 86 от 17.02.1972
- Соколиха, Соболевский с/с, № 483 от 26.10.1964
- Стрелка, Задорожский с/с, № 86 от 17.02.1972
- Суровцы, Каменниковский с/с, № 86 от 17.02.1972
- Татариново, Елнатский с/с, № 86 от 17.02.1972
- Татариново, Обжерихинский с/с, № 483 от 26.10.1964
- Татьяниха, Щекотихинский с/с, № 318 от 22.10.1986
- Теплово, Махловский с/с, № 318 от 22.10.1986
- Титково, Махловский с/с, № 483 от 26.10.1964
- Тишино, Задорожский с/с, № 483 от 26.10.1964
- Толстопалово, Елнатский с/с, № 483 от 26.10.1964
- Тренино, Обжерихинский с/с, № 483 от 26.10.1964
- Тренино, Пелевинский с/с, № 318 от 22.10.1986
- Тюриково, Чуркинский с/с, № 86 от 17.02.1972
- Тютьково, Лазаревский с/с, № 483 от 26.10.1964
- Ураниха, Соболевский с/с, № 483 от 26.10.1964
- Усово, Махловский с/с, № 483 от 26.10.1964
- Феденево, Елнатский с/с, № 483 от 26.10.1964
- Фефелиха, Лазаревский с/с, № 809 от 9.12.1974
- Фокино, Михайловский с/с, № 86 от 17.02.1972
- Харино, Обжерихинский с/с, № 483 от 26.10.1964
- Холмы, Задорожский с/с, № 86 от 17.02.1972
- Худяково, Задорожский с/с, № 483 от 26.10.1964
- Чудь Большая, Михайловский с/с, № 86 от 17.02.1972
- Чудь Малая, Михайловский с/с, № 86 от 17.02.1972
- Чуркино Малое, Чуркинский с/с, № 483 от 26.10.1964
- Шарахово, Махловский с/с, № 29 от 22.01.1998
- Шипулино, Чуркинский с/с, № 20/11 от 15.11.1976
- Шишкино, Соболевский с/с, № 17/9 от 11.11.1979
- Щеголихино, Пелевинский с/с, № 29 от 22.01.1998
- Щипакино, Соболевский с/с, № 483 от 26.10.1964
- Яблоново, Елнатский с/с, № 318 от 22.10.1986
- Якимово, Елнатский с/с, № 483 от 26.10.1964
- Якушино, Обжерихинский с/с, № 483 от 26.10.1964
- Якушиха, Пелевинский с/с, № 17/9 от 11.11.1979